# Liste der Kulturdenkmale in Lauter-Bernsbach

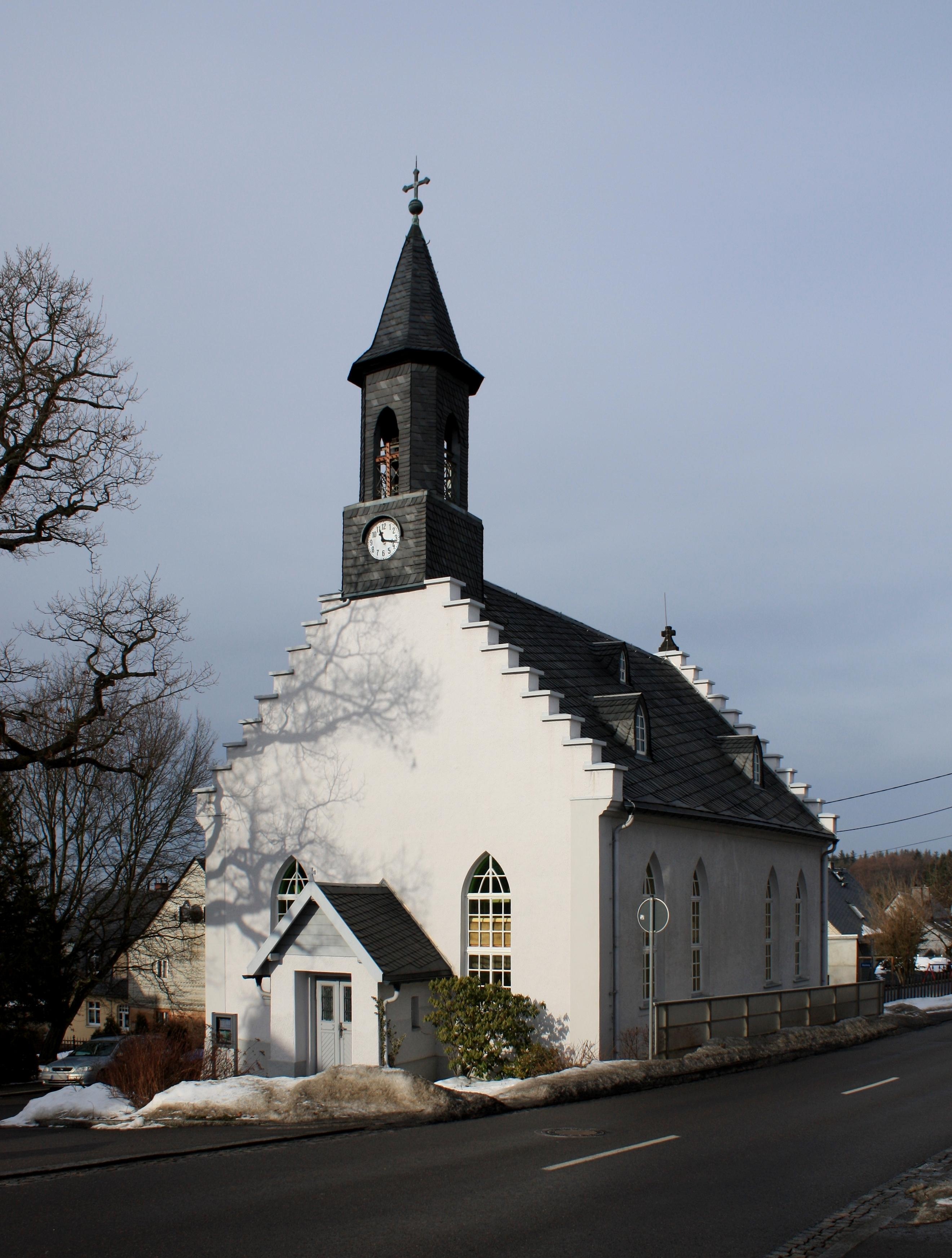
Kirche in Oberpfannenstiel

Die Liste der Kulturdenkmale in Lauter-Bernsbach enthält die Kulturdenkmale in Lauter-Bernsbach.
Diese Liste ist eine Teilliste der Liste der Kulturdenkmale in Sachsen.

## Legende
- Bild: Bild des Kulturdenkmals, ggf. zusätzlich mit einem Link zu weiteren Fotos des Kulturdenkmals im Medienarchiv Wikimedia Commons. Wenn man auf das Kamerasymbol klickt, können Fotos zu Kulturdenkmalen aus dieser Liste hochgeladen werden:
- Bezeichnung: Denkmalgeschützte Objekte und ggf. Bauwerksname des Kulturdenkmals
- Lage: Straßenname und Hausnummer oder Flurstücknummer des Kulturdenkmals. Die Grundsortierung der Liste erfolgt nach dieser Adresse. Der Link (Karte) führt zu verschiedenen Kartendiensten mit der Position des Kulturdenkmals. Fehlt dieser Link, wurden die Koordinaten noch nicht eingetragen. Sind diese bekannt, können sie über ein Tool mit einer Kartenansicht einfach nachgetragen werden. In dieser Kartenansicht sind Kulturdenkmale ohne Koordinaten mit einem roten bzw. orangen Marker dargestellt und können durch Verschieben auf die richtige Position in der Karte mit Koordinaten versehen werden. Kulturdenkmale ohne Bild sind an einem blauen bzw. roten Marker erkennbar.
- Datierung: Baubeginn, Fertigstellung, Datum der Erstnennung oder grobe zeitliche Einordnung entsprechend des Eintrags in der sächsischen Denkmaldatenbank
- Beschreibung: Kurzcharakteristik des Kulturdenkmals entsprechend des Eintrags in der sächsischen Denkmaldatenbank, ggf. ergänzt durch die dort nur selten veröffentlichten Erfassungstexte oder zusätzliche Informationen
- ID: Vom Landesamt für Denkmalpflege Sachsen vergebene, das Kulturdenkmal eindeutig identifizierende Objekt-Nummer. Der Link führt zum PDF-Denkmaldokument des Landesamtes für Denkmalpflege Sachsen. Bei ehemaligen Kulturdenkmalen können die Objektnummern unbekannt sein und deshalb fehlen bzw. die Links von aus der Datenbank entfernten Objektnummern ins Leere führen. Ein ggf. vorhandenes Icon  führt zu den Angaben des Kulturdenkmals bei Wikidata.

## Bernsbach
| Bild                                    | Bezeichnung | Lage                              | Datierung                                                                                    | Beschreibung | ID       |
| --------------------------------------- | --- | --------------------------------- | -------------------------------------------------------------------------------------------- | --- | -------- |
| Direkt Bild zu diesem Denkmal hochladen | „Villa Landmann“, Villa mit Villengarten (Gartendenkmal), dazu Pavillon, Nebengebäude, Laternenmast und Toranlage                             | Am Lauterer Bahnhof 1 (Karte)     | 1906 laut Auskunft                                                                           | Für den Lauterer Papierfabrikanten Friedrich Arno Landmann errichteter und mit seinem Umfeld authentisch erhaltener Bau in anspruchsvoller Gestaltung unter Einfluss des Jugendstils, in ortsbildprägender Einzellage im Schwarzwassertal; Bedeutung: bauhistorisch, sozialgeschichtlich und ortsgeschichtlich, zum Teil künstlerisch sowie landschaftsgestaltend von Bedeutung Denkmaltext: - Fabrikantenvilla im Landhausstil, dominant und mit Blickbeziehung zur unweit gelegenen ehem. Fabrik (und nahe der Eisenbahn im Schwarzwassertal) für den Papierfabrikanten Friedrich Arno Landmann 1906 durch den Schwarzenberger Baumeister Hermann Adler errichtet. - Anspruchsvoller, recht authentischer zweigeschossiger Putzbau über relativ kompaktem, nahezu quadratischem Grundriss. Spannungsreich gestaltete, heterogene Fassaden- und Dachlandschaft, die talseitige Schauseite mit halbrundem Standerker mit Austritt vom Obergeschoss, darüber Dachhäuschen mit seitlich daran anschließenden Schleppgaupen, an drei Ecken Balkone, Austritte und ein Wintergarten, rückseitig ein breiter und relativ kurzer T-förmiger Ausbau, das Dach darüber gewalmt und auf dem breiten Walm ein Dachhäuschen, der Eingang unter ein Vordach zurückgezogen von Nordwesten, davor zweiläufige Treppe, das Kellergeschoss talseitig relativ hoch herausstehend, seine Öffnungen mit schönen bauzeitlichen schmiedeeisernen Gittern, die Fassadenflächen glatt geputzt und nur sparsam dekoriert/gegliedert (geputzte Fensterbänke, stilisierte Blütenornamentik im Brüstungsbereich des Austritts auf dem Standerker, breites und flaches Putzband unter der Traufe usw.), die Erdgeschoss-Fenster mit originalen ausstellbaren Rollläden. - Auch im Innern vollständig originaler Bestand an baufester Ausstattung (Treppe, Türen, Bleiglasfenster mit Motiven, Decke usw.). - Pavillon: östlich der Villa auf hohem Sockel errichteter Bau in Fachwerkkonstruktion, der hintere, etwa quadratische Teil geschlossen verbrettert und durchfenstert, der vordere, talseitige mit durchbrochenen Feldern und offenen Bereichen, flaches Pyramidendach mit Giebeln zu allen Seiten, der vordere Bereich unter solch einem vorgezogenen Giebel. - Wirtschaftsgebäude: verbretterte Fachwerkkonstruktion auf im Grundriss abgeknicktem Ziegel-Mauerwerk-Sockel, etwas außermittig auf der Talseite ein übergiebelter flacher Risalit. - Garten: mit Streuobstwiese und parkartig gestaltetem Teil, mit altem Baumbestand, zeitgenössische Laternenmasten, Wegeführung. - Tor: Klinkerpfeiler mit Abdeckung und schmiedeeisernen Flügeln. | 09238548 |
| Direkt Bild zu diesem Denkmal hochladen | Wohnstallhaus, Hofbäume und Hofpflasterung eines Bauernhofes                                                                                  | Am Steinkamp 19 (Karte)           | Mitte 17. Jahrhundert                                                                        | Obergeschoss Fachwerk mit weitgehend originaler Konstruktion (Andreaskreuze, Kopfstreben), zeit- und landschaftstypisches Bauernhaus, eines der ältesten Gebäude im Ort und eines der wenigen Beispiele für die einst in der Region verbreitete Umgebindebauweise, bauhistorisch und regionalgeschichtlich von Bedeutung. Recht stattlicher zweigeschossiger und zweimal (wohl 19. und 20. Jahrhundert) um je zwei Fensterachsen verlängerter Bau mit steilem Satteldach ohne Aufbauten, das Erdgeschoss im Stubenbereich mit erhaltener Umgebindekonstruktion mit geraden Kopfbändern, und im übrigen Bereich massives Bruchstein-Mauerwerk (dieser zum Teil unverputzt), um Eingang und Stalltür Werkstein-Türgewände mit einfachen geraden und profilierten Verdachungen, das Fachwerk-Obergeschoss mit überwiegend originalen Öffnungsgrößen (zum Teil auch zugesetzt oder verbreitert), auf der Rückseite und am straßenseitigen Schaugiebel asbestplattenverkleidet, auf der Hofseite sichtig (profilierte Schiffskehlen an überstehenden Schwell- und Füllhölzern, Kopfbänder, gerade Andreaskreuze, einriegelige Konstruktion), die erste Gebäudeverlängerung mit Fachwerk-Obergeschoss, die zweite vollständig massiv, das Dach mit dunklen Preolitschindeln (nach 1989), Tür- und Fensterbestand jünger (DDR- und Nachwende), im Hofbereich einige große Natursteinplatten und drei hohe Bäume (zwei Eschen, ein Bergahorn). Von besonderem Wert für die regionale Bauernhausforschung. | 09238545 |
| Direkt Bild zu diesem Denkmal hochladen | Wohnhaus | Beierfelder Straße 2 (Karte)      | 2. Hälfte 18. Jahrhundert                                                                    | Mit Ladeneinbau, Obergeschoss Fachwerk verkleidet, in weitgehend originalem Erscheinungsbild, zeit- und landschaftstypischer Bau in bildprägender Kreuzungslage in Ortsmitte, Teil der alten Dorfstruktur, baugeschichtlich von Bedeutung. Schlichter und relativ kleiner zweigeschossiger Bau über gedrungen rechteckigem Grundriss mit steilem Satteldach ohne Aufbauten, das massive Erdgeschoss verputzt, mit wohl im ersten Drittel des 20. Jahrhunderts eingebautem Laden, zur Kreuzung flacher und übergiebelter Ausbau, das Fachwerk-Obergeschoss zum Teil mit senkrechter Verbretterung mit Deckleisten, zum Teil mit einfacher Zierverschieferung (am straßenseitigen Giebel), das Dach mit Asbestplattendeckung, Tür- und Fensterbestand überwiegend erste Hälfte 20. Jahrhundert, im östlichen Giebeldreieck zwei ältere Fenster (wohl zweite Hälfte 19. Jahrhundert, zweiflügelig mit je vier Scheiben). | 09238516 |
| Direkt Bild zu diesem Denkmal hochladen | Wohnhaus | Beierfelder Straße 7 (Karte)      | um 1900                                                                                      | Historisierende Putzfassade, in weitgehend originalem Erscheinungsbild erhaltener villenartiger Bau, gutes Beispiel für den gründerzeitlichen Repräsentationswillen, baugeschichtlich von Bedeutung. Relativ kleines, villenartig gestaltetes eingeschossiges Wohngebäude, Putzbau mit vier mal zwei Fensterachsen, Drempel und ausgebautem überstehendem Krüppelwalmdach, straßenseitig zweiachsiger Mittelrisalit, ebenfalls mit steilem und überstehendem Krüppelwalmdach, seitlich zwei einzeln stehende Gaupen mit analoger Bedachung, wohl Kunststein-Fenstergewände mit geraden und zum Teil Dreiecksgiebelverdachungen auf Konsolen, zum Teil rundbogige Fensterüberfangungen in Ziegel- und Kunststein, in den so entstehenden Halbkreisen Muschelornamente, glatter wohl originaler Putz, die Farbfassung neu, an den Giebelseiten Zierbretter an den Pfettenköpfen, an den Gaupen geschweift gesägte Knaggen, Tür- und Fensterbestand aus der DDR-Zeit (ohne Gliederung), Dachdeckung Kunstschiefer. | 09238528 |
| Direkt Bild zu diesem Denkmal hochladen | Zwei Produktionsgebäude (mit verbindenden Anbauten) einer ehemaligen Blechwarenfabrik                                                         | Beierfelder Straße 14; 16 (Karte) | nach 1900                                                                                    | Putzbauten mit Ziegelgliederung, bauhistorisch und ortsgeschichtlich von Bedeutung. Zwei dreigeschossige, lang gestreckte Baukörper, verbunden durch eingeschossige „Verschrankung“, wahrscheinlich Stahlskelettbauweise mit verputzter Fassade, hier Lisenengliederung durch Ziegel, Segmentbogenstil, Ziegel-Traufband, sehr flaches Satteldach, zur Hauptstraße (Beiersdorfer Straße) hin durch Bekrönungen optisch angedeuteter Mittelrisalit, im ganzen ähnliche Gliederung beim parallelen, straßenabgewandten Gebäude gleicher Größe | 09235677 |
| Direkt Bild zu diesem Denkmal hochladen | Wohnhaus, mit Pflasterung am Haus | Beierfelder Straße 18 (Karte)     | bezeichnet 1833                                                                              | Obergeschoss Fachwerk verkleidet, weitgehend original erhaltener zeit- und landschaftstypischer Bau, wohl Ausgangspunkt der Entwicklung des anschließenden Fabrikstandortes der Blechwarenfabrik, bauhistorisch und ortsgeschichtlich von Bedeutung Für den Bautyp relativ stattlicher zweigeschossiger Bau mit vier mal sechs Achsen und mit steilem Krüppelwalmdach, Granitsockel (Verblendung?), das massive Erdgeschoss mit originalen Fenster- und Türgewänden aus Werkstein, das Türgewände mit gerader Verdachung und mittigem Schriftfeld mit Ankerdarstellung in der Mitte desselben und seitlich die Bezeichnung: „D.(?) 1833 F(?)“, die beiden Fenster rechts der Tür größer und ohne Gewände, wohl ursprünglich hölzern oder Fachwerk-Stube an der Stelle, das Obergeschoss wohl zum Teil massiv, zum Teil Fachwerk, auf der Eingangsseite mit einfacher Zierverschieferung, auf der Schaugiebelseite verputzt (auf der Rückseite Anbauten), das Dach mit drei einzeln stehenden Gaupen, ausgebaut und mit Asbestplattendeckung, Tür- und Fensterbestand überwiegend Anfang 20. Jahrhundert, zum Teil jünger, vor dem Eingang schöne dreistufige Treppe und Belag mit großen Granitplatten, der Hof gepflastert. | 09238530 |
|                                         | Gemeindesaal der Landeskirchlichen Gemeinschaft                                                                                               | Enge Gasse 2 (Karte)              | 1927 laut Bauakte                                                                            | Putzbau mit Spitzbogenfenstern, weitgehend original erhaltener zeittypischer Bau, Zeugnis des religiösen Lebens im Ort, bauhistorisch, sozialgeschichtlich und ortsgeschichtlich von Bedeutung. Eingeschossiger, relativ langgestreckter massiver Putzbau über talseitig relativ hoch herausstehendem Naturstein-Quadermauerwerksockel, mit steilem Krüppelwalmdach, an den Längsseiten je fünf spitzbogige Fensteröffnungen, an der Giebelseite mittiger rundbogiger Eingang mit einfacher, schräg einschneidender und wulstartig abschließender Putzrahmung, an der Südseite Choranbau mit stark gerundeten Ecken und geschweifter Bedachung, im Traufbereich verkröpftes aufgeputztes Karnisprofil, das Dach mit beidseitig originalen Dachhechten mit Verschrägung (zur Eingangsseite aus der Mitte verschoben), zur Hälfte ausgebaut, asbestplattengedeckt, der Tür-, Fenster- und Putzbestand original (die Kastenfenster mit zwei mal vier querliegenden Scheiben und strahlenförmig gesprosstem Oberlicht sowie einfacher farbiger Bleiverglasung im Inneren, der Putz als Kratzputz ausgeführt), das Treppenhaus und der Saal mit einfacher originaler baufester Ausstattung. | 09238512 |
| Direkt Bild zu diesem Denkmal hochladen | Wohnhaus | Enge Gasse 10 (Karte)             | 2. Hälfte 18. Jahrhundert                                                                    | Obergeschoss Fachwerk verbrettert, relativ stattlicher zeit- und landschaftstypischer Bau, Teil der alten Dorfstruktur, baugeschichtlich und ortsentwicklungsgeschichtlich von Bedeutung. Wohnhaus mit Fachwerk-Oberstock, davor Heiste, recht stattlicher Bau mit steilem Satteldach (liegender Stuhl), das Erdgeschoss massiv (jünger verputzt), links der Tür etwas vorstehend (wohl nachträglich unterfahren), rechts mit Werkstein-Fenstergewänden, das Fachwerk-Obergeschoss relativ hoch mit wohl originalen Öffnungsgrößen und senkrechter jüngerer Verbretterung mit Deckleisten. Am hangseitigen Giebel Abort-Standerker, der Giebel darüber V-förmig verbrettert, barockes hölzernes Traufprofil, das Dach mit drei einzeln stehenden Gaupen, die mittlere breiter, relativ junge altdeutsche Schieferdeckung, Tür und Fensterbestand jünger (zum Teil Anfang 20. Jahrhundert, und auch 2. Hälfte 20. Jahrhundert), innen große Gneistreppe, das Gebäude (möglicherweise ein ehemaliges Wohnstallhaus) ist Teil der alten Dorfstruktur und baugeschichtlich sowie städtebaulich von Bedeutung. | 09238514 |
| Direkt Bild zu diesem Denkmal hochladen | Ehemaliges Wohnstallhaus und Seitengebäude eines Zweiseithofes                                                                                | Grünhainer Straße 5 (Karte)       | um 1800                                                                                      | Beide Gebäude Obergeschoss Fachwerk verbrettert, zeit- und landschaftstypischer Bauernhof, Teile der alten Dorfstruktur, baugeschichtlich von Bedeutung. - Wohnstallhaus: Zweigeschossiger Bau über gedrungen rechteckigem Grundriss mit steilem Satteldach ohne Aufbauten, das Erdgeschoss massiv und verputzt mit überwiegend originalen Öffnungsgrößen, das Fachwerk-Obergeschoss mit originalen, zum Teil zugesetzten Öffnungen rundum mit senkrechter Verbretterung verkleidet, das Dach ausgebaut und mit Schiefer gedeckt, laut Literatur wurde in diesem Haus 1913 die Landeskirchliche Gemeinschaft des Ortes gegründet. - Seitengebäude: Sicherlich älterer und kleinerer, hinter dem straßenabgewandten Giebel des Haupthauses und mit dem First quer zu diesem stehender Bau über rechteckigem Grundriss mit Satteldach ohne Aufbauten, Teile des Erdgeschosses massives und verputztes Bruchstein-Mauerwerk, die übrigen Bereiche in verbretterter Fachwerkkonstruktion, bemerkenswert das ehemals an der zum Haupthaus orientierten Traufseite weit vorstehende Obergeschoss – eventuell ursprünglich eine offene Oberlaube? Das Dach mit alter Schieferdeckung. | 09238529 |
| Direkt Bild zu diesem Denkmal hochladen | Wohnhaus (ohne Anbauten) eines Bauernhofes | Grünhainer Straße 19 (Karte)      | 18. Jahrhundert                                                                              | Obergeschoss Fachwerk verschiefert, in weitgehend originalem Erscheinungsbild erhaltener zeittypischer Bau, Teil einer sich an der Straße staffelnden Hausgruppe und der alten Dorfstruktur, baugeschichtlich von Bedeutung. Schlichter zweigeschossiger Bau über gedrungen rechteckigem Grundriss mit steilem Satteldach ohne Aufbauten, das massive Erdgeschoss mit DDR-Putz und originaler Öffnungsanordnung (wohl nachträglich massiv unterfahren), das Fachwerk-Obergeschoss und die Giebeldreiecke mit weitgehend originalen Öffnungsgrößen und mit schlichter Zierverschieferung, das Dach mit Aufschieblingen asbestplattengedeckt, Tür- und Fensterbestand Mitte/zweite Hälfte 20. Jahrhundert. | 09238527 |
| Direkt Bild zu diesem Denkmal hochladen | Ehemaliges Wohnstallhaus eines Zweiseithofes und Stützmauern zur Straße                                                                       | Grünhainer Straße 23 (Karte)      | 2. Hälfte 19. Jahrhundert                                                                    | Obergeschoss Fachwerk, in weitgehend originalem Erscheinungsbild erhaltener zeittypischer Bau in erhöhter Lage, Teil einer sich an der Straße staffelnden Hausgruppe und der alten Dorfstruktur, baugeschichtlich von Bedeutung. Relativ breitgelagerter Bau mit vier mal fünf Fensterachsen über gedrungen rechteckigem Grundriss mit steil bis mäßig geneigtem Satteldach, Erdgeschoss massiv mit Werkstein-Fenstergewänden und jüngerem Putz (DDR-Zeit), das Fachwerk-Obergeschoss mit relativ großen originalen Öffnungen straßenseitig fachwerksichtig und am Giebel asbestplattenverkleidet, das Dach mit drei wohl originalen einzeln stehenden Gaupen preolitschindelgedeckt, Tür- und Fensterbestand DDR-Zeit (ohne Gliederung). | 09238526 |
| Direkt Bild zu diesem Denkmal hochladen | Wohnhaus eines Bauernhofes, mit Fabrikanbau und Stützmauer zur Straße                                                                         | Grünhainer Straße 25 (Karte)      | 18. Jahrhundert                                                                              | Wohnhaus im Obergeschoss mit Fachwerk verkleidet, Fabrikgebäude mit Putzfassade mit Ziegelgliederung, weitgehend original erhaltene, jeweils zeittypische Baukörper in ortsbildprägender erhöhter Lage, Teil einer sich an der Straße staffelnden Hausgruppe und der alten Dorfstruktur, gutes Beispiel für eine erste bauliche Erweiterung einer expandierenden häuslichen Metallwarenfabrikation, bauhistorisch und ortsgeschichtlich von Bedeutung Schlichter zweigeschossiger Bau über gedrungen rechteckigem Grundriss mit vier mal vier Fensterachsen und mit steilem Satteldach ohne Aufbauten, das Erdgeschoss massiv mit grün durchgefärbtem Edelputz (wohl 1920er Jahre), die Tür mit Werk- bzw. Kunststeingewände, das Fachwerk-Obergeschoss mit originalen Fensteröffnungsgrößen und das Dach (mit Aufschieblingen) mit Asbestplatten, rückwärtig zweigeschossiger sechsachsiger Fabrikanbau mit segmentbogigen Fensteröffnungen, kunststeinernen Fenstergewänden im Erdgeschoss und Fassadengliederung mit Ziegellisenen, -gesimsen und -bändern, Deutsches Band, Zahnschnittfries unter der Traufe, flaches Satteldach, die Tür des Wohnhauses Mitte 20. Jahrhundert, die Fenster an Wohnhaus und Fabrik jünger und ohne Gliederung, laut Literatur um die Jahrhundertwende Siebstemmerei H. Beuthner, zuletzt Blechfabrik G. Beuthner (laut Schild am Eingang). | 09238525 |
| Direkt Bild zu diesem Denkmal hochladen | Wohnhaus | Lauterer Straße 2 (Karte)         | 1. Hälfte 18. Jahrhundert                                                                    | Obergeschoss Fachwerk verkleidet, klassizistischer Türstock, weitgehend authentisch erhaltener zeit- und landschaftstypischer Bau mit schönen Details, in bildprägender Lage in Ortsmitte, Teil der alten Dorfstruktur, baugeschichtlich von Bedeutung. Für den Bautyp relativ stattlicher, zweigeschossiger und relativ breit gelagerter Bau mit steilem Satteldach, das Erdgeschoss massiv und verputzt, zum Teil wohl erst nachträglich (wohl 1867) unterfahren, mit Werkstein-Fenstergewänden und schönem Türgewände (gerade profilierte Verdachung, zwei Rosetten, Bezeichnung), das Fachwerk-Obergeschoss leicht vorkragend, mit überwiegend wohl originalen Fensteröffnungsgrößen, asbestverkleidet, im Traufbereich hölzernes barockes Profil, das Dach mit Aufschieblingen und drei straßenseitigen Gaupen (wohl 1867), die mittleren breiter mit schönem originalen Oberlicht (drei sich durchdringende Halbkreise), die zweiflügelige Eingangstür mit Ornamenten auf den profilgerahmten Füllungen und mit Oberlicht von 1867, links der Tür historische Kreuzstockfenster und Fenstergitter (Stall- oder Werkstattteil), übrige Fenster jünger, relativ junge altdeutsche Schieferdachdeckung. | 09238510 |
| Direkt Bild zu diesem Denkmal hochladen | Wohnstallhaus (ehemalige Schmiede) mit Hausbaum, Plattenbelag am Haus und Stützmauer zur Straße                                               | Lauterer Straße 4 (Karte)         | im Kern wohl 17. Jahrhundert                                                                 | Obergeschoss Fachwerk verkleidet bzw. verputzt, weitgehend authentisch erhaltener zeit- und landschaftstypischer Bau in Ortsmitte, auf Grund der ehemaligen Funktion als Dorfschmiede von besonderem Interesse, bauhistorisch und ortsgeschichtlich von Bedeutung. Relativ langgestreckter zweigeschossiger Bau mit Satteldach ohne Aufbauten, das Erdgeschoss massiv, im Stubenbereich offensichtlich in der ersten Hälfte des 19. Jahrhunderts massiv unterfahren, aus dieser Zeit auch die Werkstein-Fenstergewände und das Türgewände mit schlichter gerader Verdachung erhalten, der Stallteil mit originalen Öffnungsgrößen, das Fachwerk-Obergeschoss mit wohl originalen Fensteröffnungsgrößen (relativ weit oben angeordnet- wohl einriegeliges Fachwerk) verputzt, am hangseitigen Giebel vor der Rückseite auskragender Aborterker, talseitiger Giebel verschiefert, hangseitiger Giebel verbrettert und im Giebeldreieck albestplattenverkleidet, an der Rückseite Anbau mit Frackdach, das Dach ohne Aufschieblinge mit relativ junger altdeutscher Schieferdeckung, die Eingangstür und das segmentbogige Flurfenster wohl Mitte 19. Jahrhundert, übriger Fensterbestand jünger, rechts des Eingangs zwei Ringe zum Anbinden der Pferde erhalten, darüber zwei senkrechte Streifen mit jüngerer Putzausbesserung an den Stellen, an denen früher ein auskragendes Vordach angebracht war, laut Literatur 1676 als Schmiede eingerichtet, Schmiede war bis 1943 in Betrieb (laut Literatur, S. 36.). | 09238509 |
| Direkt Bild zu diesem Denkmal hochladen | Villa mit Villengarten (Gartendenkmal) | Lauterer Straße 12 (Karte)        | 1929                                                                                         | Putzfassade mit Schmuck im Art-déco-Stil, stattlicher, jedoch in schlichter Architektursprache gehaltener Bau in authentischem Zustand, baugeschichtlich und ortsgeschichtlich von Bedeutung Relativ stattlicher zweigeschossiger und massiver Putzbau über gedrungen rechteckigem Grundriss mit relativ weit überstehendem und vollgewalmtem Dach, der Sockel in Granit-Polygonalmauerwerk, die Fassaden mit gelb-ocker eingefärbtem originalen Edelputz mit schlichter Gliederung (kurze Klinkerbänder an den Gebäudeecken, Gurtgesims in Obergeschoss-Brüstungshöhe, einfache Verdachung und Putzornamente über den Erdgeschoss-Fenstern), talseitig (zum Garten) kreissegmentförmiger zweigeschossiger Standerker mit zwei Dreierfenstergruppen (schmale Fenster), das Dach mit stark abwinkelndem Fuß und drei einzeln stehenden Gaupen auf der Talseite, preolitschindelgedeckt, vollständig originaler Tür- und Fensterbestand (Galgenfenster mit Sechser-Teilung), an Erdgeschoss- und Obergeschoss-Fenstern Läden mit Lamellen, innen Farbglasfenster, zahlreiche ursprüngliche Türen, im Garten zum Teil historischer Gehölzbestand und Weißbuchenhecke | 09238532 |
| Direkt Bild zu diesem Denkmal hochladen | Wohnhaus | Lauterer Straße 15 (Karte)        | um 1800                                                                                      | Zeit- und landschaftstypischer Fachwerkbau, Teil der alten Dorfstruktur, baugeschichtlich von Bedeutung Schlichter zweigeschossiger Bau mit steilem Satteldach ohne Aufbauten, das massive Erdgeschoss mit wohl zum Teil veränderten Öffnungen, straßenseitig Verbretterung mit Deckleisten und einfache Fensterbekleidungen, das Obergeschoss mit originalen Öffnungsgrößen straßenseitig verschiefert, die talseitige Giebelseite vom Erdgeschoss bis einschließlich Dachgeschoss mit Asbestplatten verkleidet, das Dach mit drei kleinen liegenden Fenster ausgebaut und preolitschindelgedeckt. | 09238533 |
| Direkt Bild zu diesem Denkmal hochladen | Wohnhaus | Lauterer Straße 18 (Karte)        | 18. Jahrhundert                                                                              | Obergeschoss Fachwerk verkleidet, zeit- und landschaftstypischer Bau, Teil der alten Dorfstruktur, baugeschichtlich von Bedeutung. Schlichter zweigeschossiger Bau über längsrechteckigem Grundriss mit mäßig bis steil geneigtem Satteldach ohne Aufbauten, das Erdgeschoss massiv und neu verputzt, im ehemaligen Stallteil Garage, keine Werksteingewände ersichtlich, das Fachwerk-Obergeschoss mit originalen, weit oben angeordneten kleinen Fensteröffnungen (wohl einriegeliges Fachwerk), straßenseitig mit Verbretterung und an den Giebelseiten inklusive Dachgeschoss einfach verschiefert, das Dach schiefergedeckt, Tür- und Fensterbestand neu mit einer senkrechten Teilung, einen aufgehenden Pfosten andeutend, ansprechende neue Farbgebung, gutes Beispiel für eine den Charakter des Hauses wahrende Erneuerung. | 09238535 |
| Direkt Bild zu diesem Denkmal hochladen | Wohnhaus mit Plattenbelag am Haus und Stützmauer zur Straße                                                                                   | Lauterer Straße 20 (Karte)        | 1. Hälfte 18. Jahrhundert oder älter                                                         | Mit einigen Details und relativ seltenem Erdgeschossfachwerk im Stubenbereich weitgehend authentisch erhaltener Fachwerkbau, Teil der alten Dorfstruktur, angeblich befand sich im Haus die Amtsstube des Erbrichters, bauhistorisch und ortsgeschichtlich von Bedeutung, von besonderem Wert für die regionale Hausforschung. Relativ schlichter zweigeschossiger Bau mit steilem Satteldach, das Erdgeschoss links der Tür massiv und verputzt, das Türgewände aus Hilbersdorfer Porphyrtuff mit gerader Verdachung und Bezeichnung „1674“ (Gewände jedoch neu oder überarbeitet!), rechts der Tür Fensterpaar in Blockrahmen, das Fachwerk-Obergeschoss über dem Stubenbereich vorkragend und straßenseitig sichtig (wenige stockwerkshohe Streben, relativ hohe Fensteröffnungen, zweiriegelig), übrige Seiten inklusive Dachgeschoss verschiefert bzw. verbrettert, das Dach mit Aufschieblingen und drei einzeln stehenden Gaupen (die mittlere breiter und zweifenstrig) mit altdeutscher Schieferdeckung, der Traufbereich mit Dachkasten (darunter Profil?), die zweiflügelige Eingangstür aus der zweiten Hälfte des 19. Jahrhunderts mit schönen gusseisernen Fenstergittern, die Fenster wohl überwiegend erste Hälfte 20. Jahrhundert, im Dachgeschoss zweite Hälfte 19. Jahrhundert, vor dem Eingang Granitstufe und schöner großplattiger Belag. | 09238536 |
| Direkt Bild zu diesem Denkmal hochladen | Wohnhaus | Lauterer Straße 23 (Karte)        | um 1800                                                                                      | Obergeschoss Fachwerk verschiefert, zeit- und landschaftstypischer Bau, Teil der alten Dorfstruktur, baugeschichtlich von Bedeutung. Schlichter zweigeschossiger Bau mit 4×3 Achsen über gedrungen rechteckigem Grundriss sowie mit steilem Satteldach, das massive Erdgeschoss mit originalen Fensteröffnungsgrößen, verputzt (DDR-Spritzputz), möglicherweise unter dem Putz erhaltene Werksteingewände(?), der Eingang an der Rückseite mit jüngerem Vorbau, das Fachwerk-Obergeschoss mit originalen Öffnungsgrößen zum Teil asbestplattenverkleidet, zum Teil mit einfacher Zierverschieferung (am straßenseitigen Giebel), das wohl ausgebaute Dach mit Aufschieblingen schiefergedeckt, Tür- und Fensterbestand jünger (DDR-Zeit) und ohne Teilungen. | 09238537 |
| Direkt Bild zu diesem Denkmal hochladen | Ehemaliges Wohnstallhaus eines Bauernhofes, mit Einfriedung des Vorgartens                                                                    | Lauterer Straße 24 (Karte)        | 18. Jahrhundert                                                                              | Stattlicher und breitgelagerter zeit- und landschaftstypischer Bau in bildprägender Lage an der Straße, im Inneren bedeutsame historische Substanz, Teil der alten Dorfstruktur, baugeschichtlich von Bedeutung. Stattlicher Bau mit vier mal acht Achsen über rechteckigem Grundriss (wohl ehem. Wohnstallhaus) und mit steilem Satteldach ohne Aufbauten, das massive Erdgeschoss und das gedämmte (und wohl dadurch etwas vorstehende) Fachwerk-Obergeschoss mit glatter neuer Verputzung, weitgehend erhaltenes Wand-Öffnungs-Verhältnis, die Tür mit werk- oder kunststeinernem Gewände mit gerader und einfach profilierter Verdachung, das Dach nicht ausgebaut mit wohl originalem Dachstuhl, asbestplattengedeckt und mit schiefer- bzw. kunstschieferverkleideten Giebeldreiecken, die Einfriedung schmiedeeisern auf in Beton erneuerter Stützmauer. | 09238538 |
| Direkt Bild zu diesem Denkmal hochladen | Wohnhaus | Lauterer Straße 35 (Karte)        | 18. Jahrhundert                                                                              | Obergeschoss Fachwerk verkleidet, zeit- und landschaftstypischer Bau, Teil der alten Dorfstruktur, baugeschichtlich von Bedeutung. Schlichter zweigeschossiger Bau über etwa quadratischem Grundriss mit ursprünglich vier mal vier Achsen und steilem Satteldach ohne Aufbauten, das massive Erdgeschoss jünger verputzt, mit Spaltklinkersockel und riemchengerahmtem bogigem Eingang, ursprüngliches Wand-Öffnungs-Verhältnis, keine Gewände ersichtlich, das Fachwerk-Obergeschoss bis auf zwei zugesetzte Öffnungen mit originalen Öffnungsgrößen, diese relativ weit unter der Traufe (einriegeliges Fachwerk?), barockes hölzernes Traufprofil, das Obergeschoss, das Dachgeschoss und das Dach mit Asbestplatten, Tür- und Fensterbestand DDR-Zeit, einige Fenster Ende 19. Jahrhundert/Anfang 20. Jahrhundert. | 09238539 |
| Direkt Bild zu diesem Denkmal hochladen | Wohnhaus | Lauterer Straße 67 (Karte)        | 2. Hälfte 18. Jahrhundert                                                                    | Obergeschoss Fachwerk verkleidet, relativ hoch aufragender zeit- und landschaftstypischer Bau, Teil der alten Dorfstruktur, baugeschichtlich von Bedeutung. Schlichter und mit relativ hohem Erdgeschoss aufgeführter zweigeschossiger Bau über nahezu quadratischem Grundriss (ursprünglich wohl vier mal fünf Achsen) mit steilem Satteldach ohne Aufbauten, das massive Erdgeschoss mit Werkstein-Fenstergewänden, rückseitigem Eingang und DDR-Spritzputz wohl nachträglich (19. Jahrhundert) in die heutige Form verändert, das Fachwerk-Obergeschoss verkleidet, talseitig inklusive Giebeldreieck mit Schiefer, übrige Seiten (soweit ersichtlich) mit Asbestplatten, das Dach mit Schablonenschieferdeckung, Fensterbestand im Erdgeschoss aus der Zeit nach 1989, im Obergeschoss und in den Giebeldreiecken älter, ein wohl originales Kreuzstockfenster mit mittigem Kämpfer, mindestens zwei Kreuzstockfenster mit erhöhtem Kämpfer, Galgenfenster der zweiten Hälfte des 19. Jahrhunderts, in der talseitigen Giebelspitze Halbrundfenster, talseitig schon historischer einachsiger Anbau mit Schleppdach (wohl um 1900). | 09238541 |
|                                         | Wohnhaus | Lauterer Straße 77 (Karte)        | 2. Hälfte 17. Jahrhundert                                                                    | Relativ alter, zeit- und landschaftstypischer Bau, an der Giebelseite geschweifte Andreaskreuze sichtbar, Teil der alten Dorfstruktur, bauhistorisch und hausgeschichtlich von Bedeutung. Relativ schlichter zweigeschossiger Bau über gedrungen rechteckigem Grundriss mit steilem Satteldach, das massive Erdgeschoss mit DDR- und Nachwendeputz, keine Fenstergewände aber wohl originale Öffnungsverhältnisse, das Fachwerk-Obergeschoss straßenseitig verschiefert, hangseitig sichtig und talseitig sowie rückseitig mit Anbauten, im sichtbaren Bereich das Obergeschoss leicht vorkragend mit einfacher Schiffchenkehle an der Schwelle, die Fachwerkkonstruktion zweiriegelig, mit Kopfbändern und geschweiften Andreaskreuzen (in Form sogenannter Feuerböcke), die Fenster hier verbreitert und dabei wohl zwei Fachwerkständer entfernt worden, an der Straßenseite wohl zwei Obergeschoss-Fenster zugesetzt, das Dach wohl mit Aufschieblingen und drei einzeln stehenden Gaupen schiefergedeckt, Fensterbestand aus der DDR-Zeit, Eingang rückwärtig, im Giebeldreieck den Mittelständer des einfach stehenden Stuhls ursprünglich kreuzende Streben ersichtlich (sogenanntes Steigband), jetzt zu zwei Fußstreben verändert. historischer Fensterbestand, trotz kleiner Veränderungen weitgehend original erhaltener Bau. | 09238542 |
| Weitere Bilder                          | Empfangsgebäude und Toilettenhäuschen eines ehemaligen Bahnhofs                                                                               | Obere Bahnhofstraße 18 (Karte)    | 1900 (Empfangsgebäude)                                                                       | In originalem Erscheinungsbild erhaltene zeit- und zwecktypische Klinkerbauten, nahezu letzte bauliche Hinweise auf den ehemaligen Bahnanschluss des Ortes, hoher Erinnerungswert, ortshistorisch und bahngeschichtlich von Bedeutung, Eröffnung der Eisenbahnstrecke 1900 - Empfangsgebäude: Zweigeschossiger Backsteinbau mit Drempel und ausgebautem, mäßig geneigtem überstehenden Satteldach ohne Aufbauten, der Sockel mit großen vorgeblendeten Granitplatten (oder -quadern?), die Öffnungen segmentbogig, die Stürze durch gelbe Ziegel betont, ebenso die Gebäudeecken, über dem Sockel und in Obergeschoss-Brüstungshöhe ebenfalls gelbe Ziegelbänder, im Giebel im Ortgangbereich blendbogenartige gelbe Absetzungen, in den Fassaden schmiedeeiserne verzierte Zugankerköpfe, geschweift gesägte Sparren- und Pfettenenden, die originale zweiflügelige straßenseitige Eingangstür mit zwei kleineren seitlichen Fenstern erhalten, Treppenaufgang abgebrochen, überwiegend originaler Galgenfensterbestand. - Toilettenhäuschen: Eingeschossiger Bau in analoger Gestaltung (rotes Ziegelmauerwerk mit gelben Absetzungen), an beiden Gebäuden verblasst die Aufschrift „Bernsbach“ | 09238553 |
| Weitere Bilder                          | Schulgebäude mit Freiraumgestaltung | Schulstraße 9 (Karte)             | bezeichnet 1927                                                                              | Weitgehend authentisch erhaltener, architektonisch ansprechend gestalteter Bau in ortsbildprägender Lage, Architekt Paul Beckert (Lichtenstein/Sa.), Zeugnis für die wirtschaftliche Blütezeit des Ortes, hoher Erinnerungswert, baukünstlerisch und ortsgeschichtlich von Bedeutung Repräsentativer und stattlicher, langgestreckter dreigeschossiger Putzbau, in hangparalleler Lage einen dreieckigen Platz begrenzend, mit Walmdach mit zahlreichen Auf- und Ausbauten, Natursteinmauerwerksockel (schiefriger Granit), zum Platz mittiger und repräsentativ gestalteter Eingang (kunststeinernes Rundbogenportal mit plastischen Darstellungen auf der schrägen Laibungsfläche und Bezeichnung unter breitem, auf Konsolen gelagertem Vordach), beidseitig des Portals polygonal aus der Fassade tretende, die Treppenhäuser aufnehmende Standerker mit separater und „gezackter“ Bedachung, das Dach mit unterschiedlich breit gelagerten, relativ hohen Schleppgaupen zu allen Seiten, seitlich derselben kleine dreieckige Gaupen, mittig Dachreiter mit achtseitiger geschweifter Haube, Knauf mit Windrose und mit Uhr – alles schiefergedeckt, zwischen erstem und zweitem Obergeschoss um die Giebelseiten bis an die Treppenhäuser und auf der Talseite durchlaufende Dachschürzen, darunter, sowie im eigentlichen Traufbereich relativ kräftige Profile, talseitig die Fenster des obersten Geschosses (über der Dachschürze) höher und rundbogig (dahinter wohl die Aula), alle Fenster mit Gliederung erneuert (wohl etwa am Original orientiert, jedoch in Kunststoff), die Tore (Garage an der Nordseite usw.) und Türen im Inneren und Äußeren original und in ansprechender Gestaltung, an den Gebäudeecken originale Lampen mit kupfernen geschweiften Hauben, Gebäude saniert und hell (wohl entgegen dem Original) gestrichen. Entwurf wohl von Architekt Paul Beckert (Lichtenstein-Callnberg) | 09238549 |
| Weitere Bilder                          | Methodistische Kirche mit Einfriedungspeilern des Grundstücks                                                                                 | Schulstraße 15 (Karte)            | bezeichnet 1931                                                                              | Architektonisch ansprechend gestalteter und bis hin zu Details original erhaltener Kirchenbau, durch den Dachreiter bildprägende Fernwirkung, bauhistorisch und kirchengeschichtlich von Bedeutung. Giebelständig zur Straße errichteter Putzbau über gedrungen rechteckigem Grundriss mit steilem Satteldach, nach Südosten vorgelagertem Eingangsvorbau sowie kleinem Chor am SW-Giebel, der hohe Sockel und die Rahmungen der hohen etwas zurückliegenden spitzbogigen Saalfenster in plattigem Naturstein-Mauerwerk, die Putzflächen mit originalem altrosa-rot eingefärbtem Edelputz, das Dach mit über dem straßenseitigen Giebel angeordnetem achtseitigem Dachreiter (dieser mit Haube und darauf von einem Kreuz gekrönte helmartige Spitze) und seitlich kleinen Dreiecksgaupen asbestplattengedeckt (grün eingefärbt), originaler Tür- und Fensterbestand (schöne dreiflügelige Eingangstür mit oben „gezackter“ Verglasung). | 09238550 |
|                                         | Wohnhaus und Einfriedungsmauer des Gartens | Sorge 17 (Karte)                  | um 1800                                                                                      | Obergeschoss Fachwerk verschiefert, mit seinem Umfeld authentisch erhaltener, zeit- und landschaftstypischer Bau, Teil einer historischen Ortserweiterung, bauhistorisch von Bedeutung. Relativ hoher zweigeschossiger Bau mit drei mal vier Fensterachsen und steilem Satteldach ohne Aufbauten sowie eventuell originalem Wirtschaftsanbau an der Nordostecke, das massive Erdgeschoss zum Teil mit Werkstein-Fenstergewänden zum Teil mit Blockrahmen-Fenstereinfassungen, historischer Putzbestand erhalten, die sichtbare Schicht wohl um 1900, das Türgewände entfernt, das Fachwerk-Obergeschoss mit originalen Öffnungen an der Eingangs- und der Südseite inklusive Giebeldreieck mit einfacher (am Giebel etwas aufwendigerer) Zierverschieferung und an den übrigen Seiten inklusive Giebeldreieck und Anbau verbrettert, im Winkel zwischen dem Wohnhaus und dem Anbau Aborterker, das Dach asbestplattengedeckt, im Traufbereich barockes hölzernes Profil, die Tür wohl Mitte 20. Jahrhundert, die Fenster Anfang 20. Jahrhundert, (nur einige ältere Kreuzstockfenster mit erhöhtem Kämpfer etc.), vor dem Südgiebel Reste des Bauerngartens mit schöner Einfriedung (Bruchstein-Mauerwerk-Sockel, Natursteinpfosten, hölzerner Lattenzaun). | 09238543 |
| Direkt Bild zu diesem Denkmal hochladen | Wohnhaus | Straße der Einheit 1 (Karte)      | bezeichnet 1774                                                                              | Obergeschoss Fachwerk, stattlicher und mit originalen Details erhaltener zeit- und landschaftstypischer Bau in bildprägender Lage in Ortsmitte, baugeschichtlich von Bedeutung. Bezeichnet „1774“ (Türsturz Giebelseite), stattlicher und breitgelagerter zweigeschossiger Bau in bildprägender Ecklage mit steilem Satteldach, das Erdgeschoss massiv mit fast vollständig erhaltenen Werkstein-Tür- und Fenstergewänden, an beiden Straßenseiten wohl originale Eingänge mit Gewänden mit doppelten Stürzen (jeweils im unteren Schlussstein herausgearbeitet, jener an der Giebelseite mit Initialen und seitlicher Bezeichnung 1774), der obere über dem Oberlicht, das Fachwerk-Obergeschoss mit wohl originalen Öffnungen, Erdgeschoss und Obergeschoss verputzt, an der Giebelseite Obergeschoss leicht vorkragend, am rückwärtigen Giebel im Obergeschoss und Dachgeschoss schöne Zierverschieferung und Abort-Standerker, das Dach zweigeschossig umgebaut, talseitig mit breiter Gaupe, asbestplattengedeckt, eine Eingangstür wohl 1920er Jahre, übriger Tür- und Fensterbestand jünger, kein Traufprofil, eventuell Dach Anfang 20. Jahrhundert erneuert. | 09238511 |
| Direkt Bild zu diesem Denkmal hochladen | Wohnhaus, ehemalige Schule | Straße der Einheit 2 (Karte)      | wohl 18. Jahrhundert                                                                         | Obergeschoss Fachwerk verkleidet, stattliches und weitgehend original erhaltenes Gebäude, mit der Kirche und dem Pfarrhaus ein Ensemble bildend, bis 1886 Schule, hoher Erinnerungswert, bauhistorisch und ortsgeschichtlich von Bedeutung. Stattlicher breitgelagerter und zweigeschossiger Bau über gedrungen rechteckigem Grundriss mit steilem Satteldach ohne Aufbauten, das massive Erdgeschoss mit jüngerer Verputzung, keine Tür- oder Fenstergewände ersichtlich, der Eingang wohl ursprünglich in der Mitte der Straßenseite, das Fachwerk-Obergeschoss mit originalen Öffnungsgrößen asbestplattenverkleidet, der Westgiebel mit einfacher Zierverschieferung, das Dach mit Asbestplattendeckung, Tür- und Fensterbestand Mitte 20. Jahrhundert, rückseitig jüngerer etwa ein Meter breiter Anbau mit Schleppdach, in der westlichen Ecke wohl originaler Stallteil mit entsprechend kleinen Fenstern angeordnet. | 09238521 |
| Direkt Bild zu diesem Denkmal hochladen | Ehemaliges Wohnstallhaus | Straße der Einheit 3 (Karte)      | 18. Jahrhundert                                                                              | Mit Ladeneinbau, Obergeschoss Fachwerk verkleidet, in ortsbildprägender Lage neben dem Rathaus, am Stallteil originaler barocker Tür- und Fensterbestand, Teil der alten Dorfstruktur, baugeschichtlich von Bedeutung. Relativ stattlicher zweigeschossiger, mit dem Giebel zur Straße orientierter Bau über gedrungen rechteckigem Grundriss mit steilem Satteldach ohne Aufbauten, das Erdgeschoss massiv und mit DDR-Putz, die Öffnungen der straßenseitigen Hälfte verändert (Ladeneinbau, zum Teil wohl zugesetzt), die der talseitigen Hälfte original (zwei Stallfenster mit Holz-Blockrahmen und wohl originalen Fenstergittern, links der Ladentür Stalltür mit Korbbogensturz, Oberlicht und brettverkleidetem Blockrahmen, links der Stalltür kleine Nische, ehemals wohl für das Licht), das Fachwerk-Obergeschoss mit originalen, zum Teil wohl zugesetzten Öffnungen, die Giebeldreiecke und das Dach mit Asbestplatten, an der Westseite jüngerer Treppenaufgang mit separatem Obergeschoss-Zugang, die schöne Stalltür mit rautenförmiger Aufdoppelung und wohl auch die Stallfenster aus der Bauzeit, im straßenseitigen Giebeldreieck zwei unterschiedliche Kreuzstockfenster (mittiger und erhöhter Kämpfer, Achter- und Sechser-Teilung), übrige Türen und Fenster jünger. | 09238517 |
| Weitere Bilder                          | Pfarrhaus mit Heiste | Straße der Einheit 4 (Karte)      | wohl 18. Jahrhundert, Teile eventuell älter                                                  | Obergeschoss Fachwerk verkleidet, überaus stattlicher und weitgehend authentisch erhaltener Bau, mit der Kirche und der zweiten Dorfschule ein Ensemble bildend, bauhistorisch und ortsgeschichtlich von Bedeutung. Stattlicher, breit gelagerter und langgestreckter zweigeschossiger Bau, mit steilem Satteldach, das Erdgeschoss massiv und verputzt mit Granitfenstergewände im Stubenbereich (links der Tür und am straßenseitigen Giebel) sowie Tür- und Fenstergewände aus Hilbersdorfer Porphyrtuff im übrigen Bereich, das Türgewände mit einfacher gerader Verdachung und abgerundeter Kante, das Fachwerk-Obergeschoss mit originalen Öffnungen an der Längsseite mit Asbestplatten und an den Giebelseiten inklusive den Giebeldreiecken mit Schiefer verkleidet, das Dach mit vier wohl jüngeren einzeln stehenden Gaupen auf der Eingangsseite asbestplattengedeckt, zweiflügelige Eingangstür mit Füllungsornamenten aus der ersten Hälfte des 19. Jahrhunderts, Fensterbestand zum Teil 1930er Jahre, zum Teil jünger, nach Auskunft des Pfarrers ab um 1680 Pfarrhaus, davor sogenanntes Beuthner-Gut (laut Literatur war Bernsbach bis um diese Zeit nach Beierfeld eingepfarrt). | 09238520 |
| Weitere Bilder                          | Rathaus | Straße der Einheit 5 (Karte)      | 1927                                                                                         | Ansprechend gestalteter zeittypischer Putzbau mit Dachreiter, Gemeindeamt in weitgehend originalem Erscheinungsbild, bauliches Zeugnis für die wirtschaftliche Blütezeit des Ortes, bauhistorische und besondere ortsgeschichtliche Bedeutung. Gebäude etwas von der Straße zurückgesetzt und mit dem breitgelagerten Giebel zu dem so entstandenen Vorplatz (mit Linde) orientiert, zweigeschossiger massiver Putzbau mit steilem Satteldach und verschiedenen Aufbauten, Naturstein-Quadermauerwerksockel (Granit), der Eingangsbereich portikusartig, das Erdgeschoss schlicht, das Obergeschoss mit Lisenengliederung sowie einfachen Gesimsen in Brüstungshöhe und im Traufbereich, das Traufprofil unter Dachschürzen über die Giebelseiten gezogen, daran unten zahnschnittartiger Fries anschließend, an der Ostseite zweigeschossiger Polygonalerker (Obergeschoss, Dachgeschoss) und zwei weitere mächtige Gaupen, an der Westseite eine breite und zwei schmalere stehende Gaupen, auf dem Firstende über dem Eingang achteckiger gestufter Dachreiter mit geschweifter achtseitiger Haube und Wetterfahne, Schieferdeckung. | 09238518 |
| Weitere Bilder                          | Pfarrkirche zur Ehre Gottes mit Ausstattung, alter Kirchhof mit Stützmauer, zwei Grabmalen an der Kirche                                      | Straße der Einheit 6 (Karte)      | 1679–1681 (Kirche und Empore); 1681 (Brüstungsbemalung und Kanzelaltar); 1881 (obere Empore) | Hoch aufragend wirkender barocker Kirchenbau, einer der frühen kirchlichen Zentralbauten in Sachsen, mit hohem Dachreiter ortsbildprägend, zwei barocke Stein-Epitaphien, bauhistorisch, ortsgeschichtlich und kunstgeschichtlich von Bedeutung. - Kirche sowie Epitaphien: siehe Dehio, Sachsen II, S. 72/73 - Einfriedung und Baum: Wohl im Rahmen der Kirchenerneuerung 1881 (siehe Dehio) vor dem nach Südosten weisendem Haupteingang errichtete zeittypische schmiedeeiserne Einfriedung auf einem den Hang ausgleichenden Bruchsteinsockel, rechts des Eingangs und innerhalb dieser Einfriedung eine wohl gleich alte Eiche | 09238519 |
| Direkt Bild zu diesem Denkmal hochladen | Denkmal für die Gefallenen der Weltkriege | Straße der Einheit 6 (Karte)      | Nach 1918                                                                                    | Ortsgeschichtlich von Bedeutung. Auf dem Friedhof unweit der Kirche und seitlich des Hauptweges errichtete Anlage mit breiter, bruchsteinerner Rückwand. Davor platzartige Fläche mit breitem dreistufigem Freitreppenaufgang, der mittlere Abschnitt der Rückwand höher und etwas nach vorn gerückt, wiederum mittig davor eine gedrungene rechteckige und aus Kalkstein gefertigte, querliegende und etwa 30 cm tiefe Platte mit mittiger Plastik (drei männliche Figuren, aufrecht stehend). Umlaufende und schräg einschneidende Rahmung und jeweils seitlich der Figuren große Schriftfelder, vor der Platte dreiseitige und dreistufige Treppe. | 09307435 |
| Direkt Bild zu diesem Denkmal hochladen | Gartenpavillon | Straße der Einheit 41 (Karte)     | um 1910                                                                                      | Authentisch erhaltener, eigenwilliger Bau in gut einsehbarem Villengrundstück, baugeschichtlich von Bedeutung. Bau wohl in Holzrahmenbauweise, oberhalb eines geschlossenen hölzernen Brüstungbereichs mit zeittypischen Fenstern verglast, über gleichseitig achteckigem Grundriss errichtet, mit rundem, wohl blechgedecktem Mansarddach mit Knauf, die obere Dachhälfte nahezu halbkugelförmig, die untere geschweift und nach vier Seiten von in die Dachfläche ragenden Halbrundfenstern durchbrochen, deren ebenfalls halbrunde Überdachungen weit überstehen. | 09238552 |
|                                         | Ehemaliges Gaswerk (mit zwei Hausnummern) | Teufelstein 4; 6 (Karte)          | bezeichnet 1907                                                                              | Klinkerfassade, zeittypischer öffentlicher Zweckbau in weitgehend originalem Erscheinungsbild, von 1913 bis 1919 befand sich hier auch eine öffentliche Badeanstalt, bauhistorisch und ortsgeschichtlich von Bedeutung. In Hanglage und parallel zur Straße errichtetes, ein- und zweigeschossiges und aus drei Baukörpern zusammengesetztes Gebäude in Ziegel-Sicht-Mauerwerk, der hölzerne Baukörper wohl auch innen zweigeschossig und mit quer zur Längsrichtung des Komplexes orientiertem First zwischen die beiden anderen gestellt, zur Straße dreiachsiger Schaugiebel mit Lisenengliederung, Rundfenster im Giebel und Ortgangbereich mit doppeltem Zahnschnittfries, über den Lisenen kleine Bekrönungen, die mittlere Achse mit segmentbogigem Abschluss, die rechte Achse mit Toreinfahrt, mäßig geneigtes Satteldach, nach Norden eingeschossiger Baukörper mit drei Achsen und flachem Schleppdach, nach Süden ebenfalls eingeschossiger Baukörper mit etwa ein halbes Geschoss erhöhtem mittlerem Bereich (in Gebäudelängsrichtung), dieser Aufbau seitlich mit Lüftungslamellen (von außen dreischiffig wirkend), alle Trauf- und Ortgangbereiche analog gestaltet (siehe oben), alle Fensteröffnungen original und mit segmentbogigem Abschluss, Tür- und Fensterbestand jünger (nach 1989), letzte Nutzung: Gaststätte. | 09238546 |
|                                         | Wohnhaus mit Garten | Teufelstein 19 (Karte)            | um 1900                                                                                      | Zeittypischer Klinkerbau in bildprägender Lage am Ortseingang, villenartiges Gebäude in weitgehend originalem Erscheinungsbild, gutes Beispiel für den gründerzeitlichen Repräsentationswillen, baugeschichtlich von Bedeutung. Eingeschossiger Verblendklinkerbau mit Drempel und ausgebautem Dachgeschoss über gedrungen rechteckigem Grundriss, vor dem Westgiebel Querhaus und damit kreuzförmiges Dach, dieser Bereich somit zweigeschossig, das Querhaus an den Längsseiten über flachen Seitenrisaliten, diese mit je zwei gekoppelten Fenstern, in allen vier Giebelspitzen Rundfenster, Natursteinmauerwerksockel, die gelblichen Verblenderflächen durch Fassadengliederung in Putz (Gebäudeecken, einfache Bänder zwischen den Fenstern, Brüstungsfelder) sowie kunststeinerne und zeittypische profilierte Tür- und Fenstergewände unterbrochen, alle Fenster mit geraden Stürzen, über den Öffnungen des eingeschossigen Teiles segmentbogenförmige Entlastungsbögen, auf dem überstehenden, steil bis mäßig geneigten Dach drei wohl nachträglich aufgebrachte, einzeln stehende Gaupen, geschweift gesägte Sparren- und Pfettenenden mit Zierknaggen, Ziergespärre, altdeutsche Schieferdeckung, die Türen und Fenster neu (DDR-Zeit), wohl ursprünglich zur Firma Landmann gehöriger Bau. | 09238547 |
| Direkt Bild zu diesem Denkmal hochladen | Villa, Pavillon, ehemalige Garage, Einfriedung und Villengarten (mit altem Baumbestand, Swimmingpool, Stützmauern und Treppen, Gartendenkmal) | Thälmannstraße 31 (Karte)         | 1934, laut Bauakte                                                                           | Für den Blechfabrikanten Schneider errichteter und mit seinem Umfeld authentisch erhaltener Bau in ansprechender zeittypisch-sachlicher Gestaltung, bauhistorisch und ortsgeschichtlich, zum Teil gartenkünstlerisch von Bedeutung. - Villa: Zweigeschossiger in Hanglage und über gedrungen rechteckigem Grundriss als klar kubischer Körper, errichteter Putzbau mit hohem, weit überstehenden und ausgebauten Walmdach, Sockel in unregelmäßigem, lagerhaft verbautem Naturstein-Mauerwerk, auf der Talseite geschosshoch herausstehend, an der talseitigen Fassade mächtiger, mittig angeordneter halbrunder Standerker mit vom Obergeschoss zugänglichem Austritt, straßenseitig einfacher, offener und außermittig angesetzter Eingangsvorbau über rechteckigem Grundriss, die Pfeiler und geschlossenen Brüstungen in Ziegelmauerwerk, darüber Flachdach, flächig erhaltener original grauer Edelputzbestand mit sparsamen Gliederungen bzw. Absetzungen (einfaches Gurtgesims zwischen den Geschossen, einfach profilierte Fensterbrüstungen, große und mit Kante abgesetzte Voute im Traufbereich sowie wenige betonende Putznutungen am Standerker und um das größere und geschossübergreifende straßenseitige Treppenhausfenster), das original schiefergedeckte Dach straßenseitig mit polygonalem Dachhäuschen und talseitig dreifenstriger Gaupe, jeweils in den Mittelachsen angeordnet, vollständig erhaltener originaler Tür und Fensterbestand (zwei und drei Scheiben breite und vier Scheiben hohen Kastenfenster mit gedrungen querrechteckigem Format der Einzelscheiben), die Fenster mit Lamellenläden, - Im Inneren originale baufeste Ausstattung (Treppe, Türen mit Beschlägen, Einbauschränke, Bleiverglasung im Treppenhaus und Decken – in der Diele mit Scheingewölbe – sowie Fußböden und, insbesondere an den Einbauschränken oder auch an der Decke des Erkers, flach reliefierten neubarocken Ornamenten – wohl aus Holz oder Gips?). - Garten: Die Hanglage nutzende Anlage mit terrassierten Flächen, Natursteinstützmauern und -treppen, ehemals beschnittenen kleinkronigen Bäumen, großem altem Baumbestand und verschiedenen in die Gestaltung integrierten Kleinbauten (Swimmingpool, - Achteckiger, ehemals wohl geschlossener und mit geschweiftem Mansarddach mit Knauf abschließender Pavillon usw.), - Zu beiden Straßenseiten Einfriedung mit natursteinernen Sockeln und Pfeilern erhalten, entlang der Thälmannstraße auf dem Grundstück gepflanzte kleinkronige Weißdornbäume, jeweils hinter den Pfeilern angeordnet; Errichtet als Wohnhaus für Herrn Rudi Schneider.            | 09238551 |

## Lauter
| Bild                                    | Bezeichnung | Lage                                    | Datierung                                            | Beschreibung | ID       |
| --------------------------------------- | --- | --------------------------------------- | ---------------------------------------------------- | --- | -------- |
| Weitere Bilder                          | Eisenbahnbrücke über Schwarzwasser und Düker des Wasserkraftwerks Hakenkrümme (mitsamt Widerlagern und angrenzenden Befestigungs- oder Uferstützmauern) | (Karte)                                 | 1884                                                 | Auf gekrümmtem Grundriss, von eisenbahngeschichtlicher und baugeschichtlicher Bedeutung. Denkmaltext: Imposante, den Flusslauf des Schwarzwassers an der sogenannten Hakenkrümme prägende Eisenbahnbrücke, wurde zusammen mit einer nur wenig stromabwärts gelegenen, weiteren Eisenbahnbrücke (vgl. Objekt 08957256) im Jahr 1884 im Verlauf der zwischen 1855 und 1858 erbauten Eisenbahnstrecke zwischen Schwarzenberg und Zwickau errichtet, Breite ursprünglich nur für den eingleisigen Verkehr ausgelegt. Die Strecke wurde in Teilen bereits um 1900 zweigleisig ausgebaut, der vorliegende Streckenabschnitt allerdings erst auf Befehl der SMAD in den Jahren 1950/1951, da die Strecke in dieser Zeit enorm an Bedeutung durch den aufkommenden Uranerzbergbau in Aue durch die Wismut gewann. Nicht nur der Uranerztransport zum Aufbereitungsbetrieb in Crossen bei Zwickau wurde über die Strecke abgewickelt, sondern auch der Pendlerverkehr für die bei der Wismut Beschäftigten. Dementsprechend verbreiterte man 1951 auch die Brücken des vorliegenden Streckenabschnitts für den zweigleisigen Betrieb und fügte jeweils eine an die Formgebung der bestehenden Brücken angelehnte Stahlbetonkonstruktion an deren Nordseite an. Die Eisenbahnbrücke weist auf ihrer Südseite noch das ursprüngliche Granitmauerwerk auf, während die Nordseite schalbetonsichtig ist. Segmentbogige Öffnungen überspannen den Fluss und einen rechtsseitigen Bedienweg, zudem am linksseitigen Ufer einen zum nahegelegenen Wasserkraftwerk gehörigen Düker, der aus einem Wasserschloss oberhalb gespeist wird. Der zum Wasserschloss gehörige Überlauf verläuft parallel zur südlichen Brückenseite in Richtung Schwarzwasser und wird von Bruchsteinmauern eingefasst, die in das beidseitig des Flusses bestehende Ufermauerwerk eingebunden sind. Das Brückenbauwerk ist als Zeugnis der verkehrstechnischen Erschließung der Städte Aue und Schwarzenberg von eisenbahngeschichtlicher Bedeutung. Die Erweiterung beider Eisenbahnbrücken in dem Bestand angepasster Bauweise Anfang der 1950er Jahre zeugt zudem von der Bedeutung der Strecke und ist damit nicht nur von baugeschichtlicher, sondern auch von stadtgeschichtlicher Relevanz. (LfD/2014). Zur Streckengeschichte: Eisenbahnstrecke Schwarzenberg–Zwickau (Streckenkürzel SZ), sächsische Hauptbahn, Ausgangspunkt war die 1854 zum Abtransport der Zwickauer Steinkohle erbaute Kohlenbahn Zwickau–Bockwa, auch Staatskohlenbahn Zwickau-Kainsdorf, 1855 bis 1858 Bau der Obererzgebirgischen Staatsbahn zwischen Schwarzenberg und Zwickau unter Nutzung der bestehenden Staatskohlenbahn zwischen Cainsdorf und Zwickau, Streckenverlauf zwischen Bahnhof Schwarzenberg (Erzgeb) und Aue entlang des Schwarzwassers, ab Aue im Tal der Zwickauer Mulde (mit dem einzigen Tunnel der Strecke kurz vor dem Bahnhof Schlema unt Bf), Anschluss an Hauptbahnhof Zwickau von Südosten, zunächst eingleisiger Streckenausbau, um 1900 teilweise Umbau zum zweigleisigen Betrieb (zwischen Hartenstein und Aue begradigte Neutrassierung mit Streckenkürzung als Folge), 1946 Abbau des zweiten Gleises zwischen Aue und Zwickau als Reparationsleistung für die Sowjetunion, die Strecke erlangte ab 1946 große Bedeutung für den Berufsverkehr der Wismut AG sowie für den Abtransport der geförderten Uranerze, daher 1948/1950 Wiederaufbau des zweiten Gleises mit Material aus der Demontage unwichtiger Nebengleise, 1950/1951 Bau eines dreigleisigen Abschnitts zwischen Schwarzenberg und Schwarzenberg-Neuwelt, um 2000 Beginn der Streckensanierung, dabei teilweise Rückbau auf ein Gleis, um Kurvenradien zwecks Geschwindigkeitserhöhung vergrößern zu können. | 09305377 |
| Direkt Bild zu diesem Denkmal hochladen | Fünf Grenzsteine |                                         |                                                      | | 09248143 |
| Direkt Bild zu diesem Denkmal hochladen | 42 Grenzsteine | (Karte)                                 | 1694–1717                                            | Rainsteine zur Abgrenzung des Zwickauer Anteils gegen den kurfürstlichen Wald am Rennweg, ortsgeschichtlich von Bedeutung. Die Steine, zum Teil mit Zwickauer Wappen (drei Schwäne) und Kursächsischem Wappen (gekreuzte Schwerter), markieren die Grenze auf etwa drei Kilometer Länge, bis ans Schwarzwasser. | 09248142 |
| Direkt Bild zu diesem Denkmal hochladen | Bergbauliche Anlage mit Einsturztrichter, Bingen, Halden und Maßenstein                                                                                 | (Karte)                                 | 17. Jahrhundert (Bergbauanlage)                      | Zeugnis des historischen Erzbergbaus der Region, ortshistorisch und bergbaugeschichtlich von Bedeutung. Im Forstgebiet oberhalb der Zwickauer Mulde in stark ansteigendem Gelände gelegen, bewegtes Geländeprofil mit Halden, Trichtern und Gräben, der Maßenstein (zirka 20 × 20 × 30 Zentimeter) historisch mit eingemeißeltem Kreuz als Grenzmarkierungspunkt. | 09238618 |
| Direkt Bild zu diesem Denkmal hochladen | Bergbauliche Anlage mit allen erhaltenen Teilen wie Hauptschacht, Schürfgräben, Trichter, Halden und Maßensteinen                                       | (Karte)                                 | 17. Jahrhundert (Bergbauanlage)                      | Zeugnis des historischen Erzbergbaus der Region, ortshistorisch und bergbaugeschichtlich von Bedeutung. Zwei nicht voneinander abgrenzbare Grubenfelder, bewegtes Geländeprofil im Forstgebiet mit Gräben, Trichtern und Halden, Maßensteine St. Margaretha zum Teil neu (Maßensteine grenzen eine Grube oder einen Stolln von benachbarten ab). | 09238617 |
| Direkt Bild zu diesem Denkmal hochladen | Wehranlage mit Einlaufbauwerk, zugehörigen Schützen, Wasserstollen, Wasserschloss mit Überlauf und Abzugsgraben sowie Düker                             | (Karte)                                 | 1924–1925                                            | Weiterführung des Leitungssystems zum Kraftwerk Hakenkrümme auf dem Stadtgebiet von Aue, bedeutendes Zeugnis für die Elektrizitätsversorgung Aues, Ensemble in gutem Originalzustand, als Wasserfassung für den ersten staatlichen Wasserkraftwerksbau von großer technikgeschichtlicher und baugeschichtlicher Bedeutung, zudem in der Schwarzwasser-Flussaue landschaftsprägend. Zugehörige Anlagen erstrecken sich zum Teil auf dem Gebiet von Aue, Stadt, Gemarkung Aue, Flurstücke 1950, 1953e (vgl. auch Objekt 08957257). Wehranlage konstruiert als zweifeldriges Klappenwehr (bei Götze 2012, s. Literatur, als Doppelsegmentwehr bezeichnet), regelbares Wehr mit zwei beweglichen Schilden als Wehrverschlüsse, die auf der Unterwasserseite mittels Stützkonstruktion drehbar um einen Punkt gelagert sind und mittels Zahnstange aus dem Maschinenhaus bewegt werden können, auf den Überfallkanten der Schilde jeweils sogenannte Strahlaufreisser, die das herabfallende Wasserband aufreißen und unerwünschte Schwingungen vermeiden, um nicht nur einen Durchstrom unterhalb des Schildes, sondern auch einen feiner regulierbaren Überfallbetrieb zu ermöglichen, Wehrpfeiler in Flussmitte auf ovalem Grundriss, vermutlich aus Beton, mit Granit verkleidet, darüber verputztes Maschinenhaus mit einem an den Stirnseiten entsprechend der Grundfläche gerade oder halbkreisförmig abgewalmtem Satteldach, ist von beiden Flussufern aus über Wehrstege zu erreichen (jeweils ausgeführt als Eisenfachwerkträgerbrücken), im Maschinenhaus gegebenenfalls originale technische Ausstattung erhalten, flankierende Uferstützmauern. Einlaufbauwerk (Wasserfassung des Kraftwerks Hakenkrümme) und zugehöriger mehrfeldriger Schütz am linken Ufer des Schwarzwassers, am rechten Ufer hinter der originalen Uferstützmauer eine vermutlich 2004 errichtete Fischtreppe. Wasserleitung zum Kraftwerk erfolgte mittels mehrerer Stollen und Rohrleitungen: - Wasserstollen (Druckstollen, Höhe 3 m, Breite 2,6 m, Länge 601,75 m), beginnt am Einlaufbauwerk der Wehranlage und führt unter dem Burkhardtswald hindurch bis zum Wasserschloss. - Gemauertes Wasserschloss, gemauertes Becken mit Holzabdeckung und seitlich anschließendem, kaskadenartig ausgeführtem Überlauf mit Stichgraben zum Schwarzwasser (Überlauf mittels Schieber regulierbar), der Überlaufgraben wird flankiert von einer Hangstützmauer, die am Schwarzwasser in eine Uferstützmauer übergeht, und von der Eisenbahndammstützmauer, die zum Widerlager der Eisenbahnbrücke über das Schwarzwasser führt, unterstromseitig von dieser Einlauf des Grabens, das Wasserschloss mit freiem Wasserspiegel innerhalb des Druckleitungssystems dient zum Ausgleich von Druckschwankungen bei der Wassereinleitung in den anschließenden Düker. - Dükerleitung, bereits zum Teil auf dem Gebiet der Stadt Aue (Länge 103,8 Meter), Rohrleitung unter den Gleisanlagen und über das Bett des Schwarzwassers aus zum Teil noch genieteten Stahlrohrsegmenten mit Granitauflagern (Flusspfeilern), am rechten Talhang Übergang in einen zweiten Wasserstollen, der in ein zweites Wasserschloss mit Rechenanlage oberhalb des Kraftwerks Hakenkrümme einleitet, dort über Fallrohre Betrieb der Turbinen im Turbinenhaus (vergleiche hierzu auch Objekt 08957257). Einordnung: Inbetriebnahme des Kraftwerks Hakenkrümme am 17. Mai 1925 nach 11 Monaten Bauzeit, Baukosten 1.050.00 RM, zwischen 2000 und 2007 umfangreiche Sanierungsmaßnahmen durch die „Envia“ Mitteldeutsche Energie AG, durch die Verkürzung des Wasserweges an der Hakenkrümme und der vorgelagerten Flussschleife mittels Durchfahrung der Berge konnte ein Gefälle von 15,2 Meter nutzbar gemacht werden, die erzeugte Energie wurde in das Netz des Elektrizitätswerks Obererzgebirge eingespeist (Verbundbetrieb), erste Überlegungen zu einem Wasserkraftwerk für Aue bereits 1909, Ausführung und Betrieb schließlich durch die AG Sächsische Werke (ASW – alleiniger Anteilseigner war der sächsische Staat) in Folge des 1923 vom sächsischen Landtag beschlossenen Programms zur Beförderung sächsischer Wasserkraftnutzung (Nebenzweck Arbeitsbeschaffungsmaßnahme), das Wasserkraftwerk Hakenkrümme stellte dabei die erste staatliche Anlage innerhalb des Programms dar, sollte den industriellen Aufschwung in der Nachkriegszeit durch Bereitstellung günstigen Kraftstroms befördern. | 09305340 |
| Direkt Bild zu diesem Denkmal hochladen | Villa | Alte Auer Straße 13 (Karte)             | 1897–1898, bezeichnet 1897                           | Wohnhaus des Fabrikanten Guido Gnüchtel, weitgehend authentisch erhaltener Putzbau mit Zierfachwerk, Frühwerk des Architekten Albert Gessner, Berlin, von ortshistorischer und baugeschichtlicher Bedeutung. | 09306228 |
| Weitere Bilder                          | Postmeilensäule | Alte Auer Straße 15 (gegenüber) (Karte) | bezeichnet 1724                                      | Kopie einer Distanzsäule (ca. 3 m hoher Granitobelisk, am Schaft Inschriften, Säule mit Nummer 48 nummeriert), ortshistorische und verkehrshistorische Bedeutung. Denkmaltext: Die Ganzmeilensäule Nummer 48 aus rötlichem Granit des Steinbruchs bei Wiesenbad wurde 1724 an der Poststraße von Schneeberg über Schwarzenberg nach Annaberg aufgestellt. Das Mittelstück der zwischenzeitlich abgebrochenen und verbauten Säule wurde 1922 gefunden und danach am Eingang des Auer Stadthauses aufgestellt, später wiederum abgebrochen und 1957 wiedergefunden. Sie wurde zwei Jahre später restauriert, mit neuem Sockel und neuer Spitze aus Blauenthaler Granit versehen und vor der Auer Stadtbibliothek aufgestellt. Nach 1990 wurde die Säule an die Auer Straße in Lauter umgesetzt. Im Jahre 1722 begann man im Kurfürstentum Sachsen mit der Aufstellung der Kursächsischen Postmeilensäulen. Kurfürst Friedrich August I. wollte hierdurch ein zeitgemäßes Verkehrs- und Transportleitsystem im Kurfürstentum aufbauen, um Handel und Wirtschaft zu fördern. Er beauftragte mit Generalvollmacht Magister Adam Friedrich Zürner (1679–1742) mit der Durchführung. Das System der Postmeilensäulen umfasste Distanzsäulen, Viertelmeilensteine, Halb- und Ganzmeilensäulen. Die Distanzsäulen sollten in den Städten vor den Stadttoren, später nur auf den Marktplätzen aufgestellt werden. Entlang der Poststraßen wurden Viertelmeilensteine, Halb- und Ganzmeilensäulen aufgestellt. Sie erhielten eine fortlaufende Nummerierung (Reihennummer), beginnend vom Anfang der Vermessung. Die Ganzmeilensäulen wurden außerhalb der Städte an den Poststraßen im Abstand von 1 Meile (= 9,062 km) aufgestellt. Die Distanzsäulen waren mit dem Monogramm „AR“ für „Augustus Rex“, dem kursächsisch und polnisch-litauischen Doppelwappen sowie der polnischen Königskrone gekennzeichnet. Die Ganzmeilen-, Halbmeilensäulen und Viertelmeilensteine waren alle ähnlich beschriftet, alle trugen kein Wappen, aber das Monogramm „AR“. Die Entfernungsangaben erfolgten in Wegestunden (1 Stunde= ½ Postmeile = 4,531 km). Dieses Meilensystem war das erste europäische Verkehrsleitsystem. Der hier betrachteten Säule kommt als Teil des überregional bedeutenden Postwegesystems eine hohe verkehrsgeschichtliche Bedeutung zu. | 09238590 |
| Direkt Bild zu diesem Denkmal hochladen | Wohnhaus und drei Trinkwasserhochbehälter | Am Hochbehälter 1 (Karte)               | Anfang 1950er Jahre                                  | Authentisch erhaltener Komplex als Zeugnis der regionalen Wasserversorgung, technikgeschichtliche Bedeutung. - Wohnhaus: Eingeschossiger massiver Putzbau auf Granitquadersockel über gedrungen rechteckigem Grundriss mit hohem Satteldach und breiter Schleppgaupe, der Strukturputz noch original, die Fensteröffnungen auf der Straßenseite fast quadratisch, mit dreigeteilten Kastenfenstern, die übrigen Rechteckfenster zweiflügelig, originale Haustür und Wohnungstüren, Dach schiefergedeckt, - Wasserhochbehälter: Drei dem Gebäudeverlauf angepasste auf Erdwall errichtete kubische Bauten in Granitquadermauerwerk (Vorblendung?) und mit Flachdach, rechteckige liegende Fensteröffnungen und Rechtecktür. | 09238616 |
| Direkt Bild zu diesem Denkmal hochladen | Wasserhaus | Antonsthaler Straße 5 (bei) (Karte)     | 1930er Jahre                                         | Authentisch erhaltener kleiner Zweckbau, Zeugnis der örtlichen Wasserversorgung, ortsgeschichtlich von Bedeutung. Kleiner bruchsteinsichtiger Bau mit Rundbogenfenster, -tür und -nische sowie mit Satteldach. | 09238595 |
| Direkt Bild zu diesem Denkmal hochladen | Wohnhaus | Bahnhofstraße 7 (Karte)                 | um 1900                                              | Zeittypischer Klinkerbau in ortsbildprägender Lage, Zeugnis der gründerzeitlichen Überformung des Ortes, baugeschichtlich und ortsentwicklungsgeschichtlich von Bedeutung. Zweieinhalbgeschossiger Massivbau aus Klinkerverblendmauerwerk über unregelmäßigem Grundriss (nahezu quadratisch mit verschiedenen Risaliten), Gliederung der ansonsten glatten Fassade nur um die segmentbogenförmigen Fensteröffnungen durch Formsteine sowie Zahnschnitt und Deutsches Band in den Trauf- und Giebelbereichen, an der östlichen Gebäudeecke kleiner Erker mit Sandsteingliederungselementen, an der südöstlichen Ecke oktogonales Türmchen sowie verglaster Holzbalkon im ersten Obergeschoss, größtenteils originaler Fensterbestand (Galgenfenster sowie dreiteilige Fenster), originale zweiflügelige Eingangstür mit vergitterten Glasfeldern, originale Wohnungstüren, Terrazzofußboden und schmiedeeisernes Treppengeländer. | 09238585 |
| Direkt Bild zu diesem Denkmal hochladen | Villa mit Villengarten (mit altem Baumbestand und Heckeneinfriedung, Gartendenkmal), Einfriedung und Gartenpforte                                       | Bahnhofstraße 15 (Karte)                | 1907                                                 | Villa des Mühlenbesitzers Oskar Freitag, repräsentativer Putzbau mit Anklängen an den Jugendstil, schmiedeeisernem Zaun als Einfriedung, in authentischem Erhaltungszustand, ortshistorisch und baugeschichtlich von Bedeutung. Zweigeschossiger massiver Putzbau über annähernd quadratischem, durch Risalit, Vorbauten und Standerker erweitertem Grundriss auf Granitsockel mit barock wirkendem Mansarddach sowie Dacherkern, Dachreiter mit Welscher Haube und ovalen Gaupen, Biberschwanzdachdeckung, auf den Anbauten Kupfer- oder Zinndächer, Gliederungselemente an der Veranda und teils Erdgeschoss in Sandstein, der glatte Putz an einigen Fenstern und der Erkerkonsole durch Putzreliefs bereichert, der hölzerne Dachkasten farbig gefasst, in der Wetterfahne am Zaun Initiale „F“, originaler Fenster- und Türbestand, im Treppenhaus originale Bleiglasfenster. | 09238586 |
| Direkt Bild zu diesem Denkmal hochladen | Villa mit Villengarten (Gartendenkmal), Einfriedung und Toreinfahrt                                                                                     | Bahnhofstraße 17 (Karte)                | 1907–1908, bezeichnet 1908                           | Villa des Mühlenbesitzers Alfred Freitag, äußerst repräsentativer und in ausgezeichnetem Originalzustand erhaltener typischer Jugendstilbau, ortshistorisch und baugeschichtlich sowie künstlerisch von Bedeutung. Zweigeschossiger massiver Putzbau über winkeligem Grundriss mit verschiedenen Fassadenvorsprüngen und -durchbrechungen (Risalite, Erker, Wintergarten, Loggien u. a.), gesamter Bau auf Sandsteinquadersockel und mit Mansarddach und einzelnen Gaupen, die teilweise reich gegliederten Fenster- und Türgewände ebenso wie die Gesimse, die floralen und figürlichen Zierelemente sowie Säulchen und Voluten in Sandstein, original erhaltener Glattputz auf den Wandflächen, die Wandöffnungen sehr unterschiedlich, zum Beispiel schlitzförmige Fensterchen, mehrfach gekuppelte Rechteckfenster oder sich nach oben verjüngende Fenster im Giebel, originaler Fenster- und Türbestand, Fenster mit geteilten Oberlichtern, teils sehr reich gesprosst oder gegliedert oder als Bleiglasfenster, originales Brüstungsgitter an der Loggia, Vergitterung der Kellerfenster, Inneres ebenfalls weitgehend authentisch, Einfriedung aus Granitquadermauerwerk mit schmiedeeisernem Zaun, Tordurchfahrt mit segmentbogenförmiger Öffnung und zwei schmiedeeisernen Torflügeln, volutenförmige Sandsteinverzierungen an den Seiten sowie Traufprofil auf Konsolen. | 09238587 |
| Direkt Bild zu diesem Denkmal hochladen | Wohnhaus | Bahnhofstraße 22 (Karte)                | um 1905                                              | Zum ehemaligen Gut am Teich der Freitag-Mühle gehörig, zeittypischer Putzbau in ortsbildprägender Lage im Kontext zweier Villen und des Bahnhofes, ortsentwicklungsgeschichtlich von Bedeutung. Eingeschossiger massiver Putzbau (Ziegelmauerwerk) über rechteckigem Grundriss in Hanglage mit Satteldach, profilierte Fenstergewände aus Sandstein, mit Fensterschürzen und Scheitelsteinen, in der Giebelspitze Rundfenster, Putz möglicherweise mit dem Anbau erneuert (Ecknutung), an der Traufseite historische Galgenfenster (um 1900), an der Giebelseite wohl 1920er oder 1930er Jahre, das schiefergedeckte Satteldach mit einer stehenden Gaupe. | 09238588 |
| Direkt Bild zu diesem Denkmal hochladen | Häuslerhaus | Bockauer Straße 24 (Karte)              | um 1800                                              | Obergeschoss Fachwerk verkleidet, zeit- und landschaftstypischer Bau, Teil des ehemaligen alten Dorfes, baugeschichtlich von Bedeutung. Das Erdgeschoss massiv, verputztes Bruchsteinmauerwerk, Sockel steinsichtig, rückwärtig Abseite mit Abort, Fachwerk-Obergeschoss leicht vorkragend, mit Asbestplatten und Schiefer (Rückseite) verkleidet, Satteldach mit Asbestzementplatten gedeckt, teils historische Galgenfenster (wohl 1920er Jahre) erhalten, zweiflügelige Fensterläden im Erdgeschoss. | 09238612 |
| Direkt Bild zu diesem Denkmal hochladen | Häuslerhaus | Bockauer Straße 35 (Karte)              | 2. Hälfte 18. Jahrhundert                            | Obergeschoss Fachwerk, authentisch erhaltener zeit- und landschaftstypischer Bau, Teil des ehemaligen alten Dorfes, baugeschichtlich von Bedeutung. Zweigeschossiger, giebelständig zur Straße errichteter Bau, Erdgeschoss massiv, verputztes Bruchsteinmauerwerk mit Granit-Fenstergewänden, Obergeschoss Fachwerk, zweiriegelig mit stockwerkshohen Streben, straßenseitiger Giebel mit Ladeöffnung verbrettert und Fachwerk-Konstruktion stellenweise sichtbar (Staken mit Lehmbewurf), auf der Rückseite Abortanbau, Satteldach mit Aufschieblingen, Schieferdeckung, profiliertes Traufbrett (bohlenstark), historische zweiflügelige Tür mit Oberlicht (zweite Hälfte 19. Jahrhundert), Fenster teils 1920er Jahre und ältere Galgenfenster. | 09238613 |
| Direkt Bild zu diesem Denkmal hochladen | Wohnhaus | Bockauer Straße 60 (Karte)              | im Kern 2. Hälfte 18. Jahrhundert                    | Landschaftstypischer Putzbau mit korbbogenförmiger Tür, baugeschichtlich von Bedeutung. Zweigeschossiger massiver Putzbau mit zentraler korbbogenförmiger Tür mit Scheitelstein, Fenstergewände im Erdgeschoss in Prophyrtuff, im westlichen Gebäudeteil Tor, Putz wohl um 1915, Erdgeschoss-Fenster mit Rundbogenputzfläche überfangen, Obergeschoss-Fenster knapp unter der Traufe liegend, bohlenstarkes hölzernes Traufprofil, Satteldach mit Aufschiebling, Schieferdeckung und zwei stehende Gaupen, zweiflügelige Haustür mit Oberlicht, zweite Hälfte 19. Jahrhundert, Galgenfenster mit gesprosstem Oberlicht und Lamellenfensterläden aus der Überformungsphase, im Flur Schieferplattenboden. | 09238614 |
| Direkt Bild zu diesem Denkmal hochladen | Wohnhaus (Umgebinde), später Gasthaus | Forststraße 2 (Karte)                   | 1624 Dendro                                          | Obergeschoss Fachwerk verputzt, stattlicher Bau mit Umgebindekonstruktion, eines der wenigen Beispiele im Ort, von baugeschichtlicher Bedeutung, als Gasthaus von .ortshistorischem Wert und durch seine Lage im Kreuzungsbereich von städtebaulicher Bedeutung. Langgestreckter zweigeschossiger Bau mit Satteldach, mit rückwärtigen Stallanbauten, das Erdgeschoss in massivem Bruchsteinmauerwerk mit Naturstein-Fenstergewände, im Umgebindeteil Blockrahmen-Fenstergewände, das gesamte Erdgeschoss und Fachwerk-Obergeschoss verputzt, Fachwerk und Umgebindekonstruktion nicht genauer sichtbar, im straßenseitigen verbretterten Giebel Taubenschlag, Satteldach mit Schieferdeckung, historische Fenster soweit ersichtlich nicht vorhanden, im Erdgeschoss zweiflügelige Fensterläden mit Lamellen im oberen Viertel, eine Tür (wohl 1930er Jahre) mit geteiltem Glasfeld. | 09238607 |
| Weitere Bilder                          | Postamt | Hauptstraße 11 (Karte)                  | letztes Drittel 19. Jahrhundert                      | Zeittypischer Klinkerbau, ortshistorisch relevantes Gebäude in prägnanter Lage an einer Straßenkreuzung. Auf Sandstein-Polygonalmauerwerksockel errichteter Klinkerbau, flacher Mittelrisalit mit zwei Fensterachsen, darüber Krüppelwalmdach, Fenstersohlbänke und Teile des Überfangbogens in Gußstein, kräftiges Gurtgesims, Dachüberstand mit gesägten Pfetten. | 09238581 |
| Direkt Bild zu diesem Denkmal hochladen | Häuslerhaus (mit Anbau) | Hauptstraße 16 (Karte)                  | 18. Jahrhundert                                      | Obergeschoss Fachwerk verkleidet, zeit- und landschaftstypischer Bau, Teil der alten Ortsstruktur, ortsbildprägender Baukörper in Ecklage, baugeschichtlich von Bedeutung. Schlichtes kleines Häuslerhaus mit rückseitigem Scheunen- bzw. Schuppenanbau und zwei giebelseitigen Stallanbauten mit Wohnungserweiterungen im Obergeschoss, das Häuslerhaus mit wohl nachträglich massiv unterfahrenem glattgeputzten Erdgeschoss mit Tür- und Fenstergewänden aus Werkstein, das Türgewände mit profilierter gerader Verdachung, das Fachwerk-Obergeschoss mit originalen Öffnungsgrößen und -anordnung ist asbestplattenverkleidet, kräftiges hölzernes Traufprofil, das steile Satteldach mit einer einzeln stehenden Gaupe in der Achse des Eingangs asbestplattengedeckt, die Tür 1920er Jahre, einige ältere Fenster (Anfang 20. Jahrhundert), überwiegend jedoch neue Fenster (DDR-Zeit) ohne Sprossung, die zwei zweigeschossigen Stallanbauten etwas höher und in analoger Gestaltung, Fachwerk-Obergeschoss verschiefert, im Erdgeschoss Stallfenstergliederung erhalten, der Schuppen- oder Scheunenanbau breit gelagert (gebäudebreit), aber nicht tief, der First quer zum Hauptbau, einfach senkrecht verbretterte Fachwerkkonstruktion, kleiner Obstgarten erhalten. | 09238574 |
| Direkt Bild zu diesem Denkmal hochladen | Wohnhaus mit Ladenanbau | Hauptstraße 38 (Karte)                  | 18. Jahrhundert                                      | Obergeschoss Fachwerk verkleidet, zeit- und landschaftstypischer Bau, Teil der alten Ortsstruktur, baugeschichtlich von Bedeutung. Zweigeschossiger relativ hoher und mit dem Giebel zur Straße orientierter Bau mit steilem Satteldach ohne Aufbauten, Bruchsteinsockel, das verputzte Erdgeschoss eventuell nachträglich (wohl 1930er Jahre Kratzputz) mit Werkstein-Fenstergewände mit einfachem Falz, die Tür ohne Gewände mit korbbogigem Sturz (barock?), das Fachwerk-Obergeschoss mit originalen Öffnungsgrößen und -anordnung sowie die Giebeldreiecke verschiefert, das Dach preolitschindelgedeckt und zur Straße zum Teil ausgebaut, die Fenster im Erdgeschoss zum Teil Anfang 1920er Jahre, im Obergeschoss sowie die Tür jünger (nach 1989), nach Westen kleiner eingeschossiger massiver Ladenanbau mit Schaufenster- und Türgewände aus Sandstein (jeweils mit Randprofil), Attika mit kleinem Aufsatz mit einfachen seitlichen Voluten (ehemals darin wohl Schriftfeld), Tür zum Laden mit Ätzglas (wohl 1970er Jahre) und Schrift „Salon Schubert“. | 09238577 |
| Direkt Bild zu diesem Denkmal hochladen | Wohnhaus (ohne Anbau) | Hauptstraße 39 (Karte)                  | bezeichnet 1832                                      | Obergeschoss Fachwerk verkleidet, klassizistischer Türstock, authentisch erhaltener ortsbildprägender Fachwerkbau, von baugeschichtlicher Relevanz. Schräg in der Bauflucht gelegener traufständiger Bau, das Erdgeschoss aus Bruch- und Feldsteinen, Porphyrtuffgewände, profilierte Türverdachung mit Zahnschnitt, darunter „C A F 1832“, original biedermeierliche Tür mit feinem Relief, zweiflügelig mit Oberlicht, Fensterläden, das verkleidete Fachwerk-Obergeschoss leicht vorkragend, überwiegend originale Fenstergrößen, profilierte Traufe, Krüppelwalmdach, Schiefer mit fünf stehenden Gaupen, zum Hof Obergeschoss vorkragend. | 09238582 |
| Direkt Bild zu diesem Denkmal hochladen | Kinogebäude | Hauptstraße 45 (Karte)                  | 1928, laut Bauakte                                   | Stattliches und ortsbildprägendes Lichtspielhaus im authentischen Erhaltungszustand, von baugeschichtlicher sowie ortshistorischer Bedeutung. Auf relativ hohem Bruchsteinsockel errichteter Putzbau über gedrungen rechteckigem Grundriss, die Südost-Ecke eingezogen mit Eingangsbereich, der Ausgang mit Freitreppe auf der Straßenseite, die Eingangsbereiche mit Bruchsteinrahmungen und Granitfreitreppen, die Fassade mit Giebel an der Südseite und standerkerartig (polygonal) hervortretendem Treppenhaus (mit figürlichen Bleiverglasungen) aufgelockert, kräftige kantige und verkröpfte Traufprofile, der Giebel getreppt und mit Dreiecksfenster, originaler Tür- und Fensterbestand, das relativ flache Satteldach mit dachreiterartigem Entlüftungsaufsatz mit Lamellen preolitschindelgedeckt, Gebäude leerstehend, in den Bauakten auch ungültiger Entwurf von Willy Schönefeld, Architekt (Chemnitz) von 1928. | 09238579 |
| Weitere Bilder                          | Schule mit Turnhalle | Hermann-Uhlig-Platz 2 (Karte)           | 1899                                                 | Historisierender Klinkerbau, im Ortszentrum gelegenes, ortshistorisch relevantes Gebäude, baugeschichtlich und städtebaulich von Bedeutung. - Mächtiger dreigeschossiger Baukomplex in Klinkerverblendmauerwerk über U-förmigem Grundriss mit verbrochenen Ecken und mittigem Dacherker mit Uhr, Segmentgiebel und Aufsatz, errichtet auf Granitquadersockel, die aufwendig gestalteten historistischen Sandsteinportale jeweils an den platzseitigen Gebäudeecken, Gliederungsteile (Gesimse) in Sandstein, reich profiliertes Traufgesims, Fenster neu, original die zweiflügeligen Türen mit vergitterten Glasfeldern und strahlenförmig gesprossten Oberlichtern. - Turnhalle (ohne Anbau): Im Hof gelegene eingeschossige Klinkerhalle mit Walmdach, dreiachsigem Mittelrisalit mit getrepptem Giebel und Kugelaufsätzen, der ehemalige Eingang zugesetzt, die Fensteröffnungen segmentbogenförmig und als Art Kreuzstockfenster zweifach gekuppelt, mit Glassteinen (wohl 1970er Jahre) ausgemauert. | 09238602 |
| Direkt Bild zu diesem Denkmal hochladen | Fabrikantenvilla mit Einfriedung und Villengarten (Gartendenkmal)                                                                                       | Industriestraße 12 (Karte)              | 1910 laut Bauakte                                    | Villa der Maschinenfabrikanten Gebr. Götz, zeittypischer Bau im Reformstil, von ortshistorischer und baugeschichtlicher Relevanz. - Stattlicher zweigeschossiger und über gedrungen T-förmigem Grundriss in Hanglage errichteter Putzbau mit hohem und steilem ausgebautem Satteldach, Fassadengliederung durch erkerartige Vorbauten mit separaten Überdachungen, Putzlisenen und -spiegel bzw. zeittypische Putzornamente in den Brüstungsbereichen, im Traufbereich Gliederung durch Erker bzw. Vorbauten und durch wohl kunststeinerne scharrierte Fensterbänke, Granit-Polygonalmauerwerk-Sockel, die Ortgangbereiche und die über die Giebel durchlaufenden Traufbereiche holzverkleidet, originale Eingangstür mit schönem Ziergitter, fast vollständig erhaltener originaler Fensterbestand (zum Teil mit Oberlicht-Sprossung, mit kapitellartig gestalteten aufgehenden Mittelpfosten, im Treppenhaus mit farbiger Bleiverglasung), im Innern überwiegend originale baufeste Ausstattung (Türen, Wandpaneele, großzügige Treppe mit Holzgeländer). - Garten am Hang mit altem Gehölzbestand, besonders auffallend eine große straßenseitig angeordnete Blutbuche, am Gebäude einige kleinere DDR-zeitliche An- und Umbauten, das Dach ohne Aufbauten und mit Preolitschindeldeckung, Einfriedung Holzzaun. | 09238578 |
| Direkt Bild zu diesem Denkmal hochladen | Ehemalige Maschinenfabrik mit Verwaltungsgebäude, Werkhallen und talseitigem Fabrikanbau                                                                | Industriestraße 17 (Karte)              | 2. Hälfte 19. Jahrhundert und später (Fabrikgebäude) | Überwiegend Klinkerbauten, im Kontext mit der ehemaligen gegenüberliegenden Fabrikantenvilla stehend, ortshistorisch und baugeschichtlich relevanter Fabrikbau (ursprünglich Herstellung von Blechbearbeitungsmaschinen). - Letzte bauliche Reste der Fabrik, in Klinker, neunachsiges Verwaltungsgebäude auf Sandsteinpolygonalsockel, zwischen den flachbogig geschlossenen Fenstern mit Formsteinen Pilastergliederung über beide Geschosse mit korinthischen Gusskapitellen, Gliederung zusätzlich durch gelbe Klinker in Bandform, im ersten Obergeschoss die Schlusssteine als halbplastische Frauenköpfe ausgebildet, Attikageschoss mit Balustergliederung, in beiden mittleren Kompartimenten Wappen mit Festons. - Zweites Gebäude: Einzelnstehender, zweieinhalbgeschossiger Kubus in Klinker, Lisenengliederung, Putzbänder, im ersten Obergeschoss originale vielgliedrig gesprosste Fenster, im Drempel Doppelfenster, alle flachbogig, dreifach abgetrepptes Kranzgesims, Eisenzuganker, der anschließende Bau (Fertigungshalle) ein- und zweigeschossig, der Mittelbau in beiden Geschossen mit Thermofenster, Formsteinrahmung, Zahnschnittgesims, der Segmentgiebel aus profiliertem Kunststein, die Seitenbauten jeweils mit Doppelfenstern. | 09238583 |
| Direkt Bild zu diesem Denkmal hochladen | Villa mit Stützmauer, Einfriedung und Vorgarten | Johann-Köhler-Straße 32 (Karte)         | um 1900                                              | Historisierende Klinkerfassade, authentisch erhaltenes zeittypisches Wohnhaus von baugeschichtlicher Bedeutung. Zweigeschossiger Massivbau über quadratischem Grundriss mit ausgebautem Mansarddach und in rotem Klinkerverblendmauerwerk, in Sandstein der Quadersockel und die Gliederungselemente (Eckquaderung, bossierte Bänder im Erdgeschoss, Gesimse und profilierte Fenstergewände mit geraden Verdachungen, in den mittleren beiden Achsen mit Dreiecksgiebelverdachung, profiliertes Traufgesims), Dachdeckung Schiefer, ohne historische Fenster und Türen. | 09238615 |
| Direkt Bild zu diesem Denkmal hochladen | Wohnstallhaus und Scheune eines Zweiseithofes | Kirchstraße 9 (Karte)                   | wohl 18. Jahrhundert                                 | Wohnstallhaus Obergeschoss Fachwerk, Scheune verbrettert, zeit- und landschaftstypische Hofanlage, in zentraler Lage im alten Dorfkern, baugeschichtlich von Bedeutung. - Wohnstallhaus: Langgestreckter zweigeschossiger Bau mit rückwärtigem Anbau über die gesamte Traufseite, Satteldach, das massive verputzte Erdgeschoss aus Bruchsteinmauerwerk mit Naturstein-Fenstergewänden und Türgewände mit profilierter Verdachung, das asbestverkleidete Fachwerk-Obergeschoss wohl älter (Fensterachsen des Erdgeschosses und Obergeschosses nicht regelmäßig), Fensteröffnungen relativ klein, Anbau auf der Straßenseite bruchsteinsichtig, Dachdeckung Asbest, ohne historischen Bestand an Fenstern und Türen, - Scheune: Verbretterte Fachwerk-Konstruktion mit Satteldach und drei stehenden Gaupen, an der südöstlichen Ecke traufseitig Anbau mit Frackdach. | 09238596 |
| Direkt Bild zu diesem Denkmal hochladen | Wohnhaus mit seitlicher Einfriedung | Kirchstraße 11 (Karte)                  | um 1900                                              | Mit Laden, authentisch erhaltener, zeittypischer Klinkerbau, Zeugnis der gründerzeitlichen Überformung des alten Dorfkerns, baugeschichtlich von Bedeutung. Zweigeschossiger Massivbau in gelbem Klinkerverblendmauerwerk mit zweiachsigem Mittelrisalit, Dacherkern und Mansarddach mit stehenden Gaupen, Sockel aus Naturstein-Polygonalmauerwerk, im Erdgeschoss originaler Ladeneinbau, Gliederungselemente wie Sockel- und Gurtgesims, Eckquaderung (bossiert), Fenstergewände und -verdachungen in Sandstein, Obergeschoss-Fenster mit korbbogenartigem Sturz und gerader Verdachung, teils Klinkerband in Sturz- und Sohlbankhöhe, das Traufgesims mit Zahnschnitt in wechselnd rot/gelben Klinkern, einige gründerzeitliche Galgenfenster mit verziertem Pfosten und Querholz erhalten, Fenster ansonsten aus DDR-Zeit, Ladenfenster und -tür um 1920. | 09238609 |
| Direkt Bild zu diesem Denkmal hochladen | Taubenhaus im Hof | Kirchstraße 16 (Karte)                  | um 1930                                              | In heimatlicher Bauart gestaltetes Objekt, von wirtschaftshistorischem Wert. Auf einer Holzstütze mit geschweiften Knaggen stehender oktogonaler Holzkörper mit Faltdach und Dachreiter mit Lamellenfenster, darauf Kauf, geschweift gesägte Brettverkleidungen als Verzierung an den Ortgängen des Daches und den Verdachungen der Öffnungen des Taubenschlages sowie an den Ecken des Holzkörpers, Blechdach. | 09238611 |
| Direkt Bild zu diesem Denkmal hochladen | Wohnhaus und rückwärtiger Scheunenanbau eines Bauernhofes sowie Brunnenhaus                                                                             | Kurze Gasse 3 (Karte)                   | 1. Hälfte 19. Jahrhundert                            | Obergeschoss Fachwerk verkleidet, zeit- und landschaftstypischer Bau in gutem Originalzustand, Teil der alten Ortsstruktur, baugeschichtlich von Bedeutung. Massives verputztes Erdgeschoss aus Bruchsteinmauerwerk, mit Ziegeln ausgebessert, das Fachwerk-Obergeschoss mit Asbestplatten verkleidet, auf der östlichen Giebelseite sichtbar, einriegelig mit stockwerkshohen Streben, Gefache mit Lehmziegeln ausgemauert, das Satteldach schiefergedeckt, rückwärtig Scheunenanbau, teils massiv, teils Fachwerk verbrettert, außerdem Aborterkeranbau, originale zweiflügelige Tür mit Oberlicht, historische Kreuzstockfenster, teils Fensterbestand 1930er Jahre (Galgenfenster). | 09238594 |
| Direkt Bild zu diesem Denkmal hochladen | Villa mit Toreinfahrt, Schuppen und Villengarten (Gartendenkmal)                                                                                        | Ludwig-Jahn-Straße 2 (Karte)            | 1922, laut Bauakte                                   | Villa der Fabrikantenfamilie Götz, in zeittypischem Heimatstil, ortshistorisch und baugeschichtlich von Bedeutung. - Villa: Eingeschossiger massiver Putzbau über L-förmigem Grundriss auf Bruchsteinsockel mit sehr hohem, zweigeschossig ausgebautem Satteldach, der traufseitige Eingang überdacht und mit Holzsäule, an der südlichen Giebelseite kleiner halbrunder „Wintergarten“, im Erdgeschoss Blockrahmen-Fenstergewände und Fensterläden mit Lamellen, Südgiebel verschindelt, Nordgiebel verbrettert, das Satteldach schiefergedeckt mit Gaupen, - Inneres: Originale Türen, teils mit originaler Farbfassung, Treppengeländer (Brett- bzw. gedrechselte Baluster), Stuckdecke, - Holzschuppen: Kleiner holzverkleideter Bau mit Satteldach, Brettverkleidung um Tür- und Fensteröffnungen, originaler historischer Fensterbestand. | 09238589 |
| Direkt Bild zu diesem Denkmal hochladen | Wohnhaus | Markt 4 (Karte)                         | Ende 19. Jahrhundert                                 | Zeittypischer Putzbau im Ortszentrum, Beispiel eines kleinstädtischen Gründerzeithauses, baugeschichtlich und ortsentwicklungsgeschichtlich von Bedeutung. Zweigeschossiger Bau über gedrungen rechteckigem Grundriss mit mäßig geneigtem Satteldach, im Erdgeschoss der Eingang mittig, ein gründerzeitlicher und ein späterer (DDR-Zeit) Schaufenstereinbau, Eckquaderung in Putz, Gurtgesims, aufgeputzte Eckpilaster im ersten Obergeschoss, hier die Fensteröffnungen mit gerader profilierter Verdachung, über den zwei gekuppelten mittigen Fenstern mit Dreiecksgiebelverdachung, weitere Zierelemente wie Stuckreliefs, Konsolen und Sohlbänke an den Fenstern, verkröpftes Traufgesims, drei Rundfenster im Giebeldreieck, Dachdeckung Preolitschindeln. | 09238571 |
| Direkt Bild zu diesem Denkmal hochladen | Wohnhaus, mit Nebengebäude im Hof | Markt 11 (Karte)                        | bezeichnet 1901                                      | Historisierende Klinkerfassade mit Erker, aufwändig dekoriertes, städtisch wirkendes Gründerzeithaus, baugeschichtlich von Bedeutung. Stattlicher dreigeschossiger Bau, verbrochene Ecke, Putzsockel, Gestaltung der Fassade im Wechsel von gelbem Klinker und verputzten Elementen, Risalit jeweils an den Ecken, Eckquaderung, im ersten Obergeschoss kräftige Dreiecks- bzw. Segmentgiebel über den Fenstern, starkes Gurtgesims, zweigeschossiger Eckerker auf Voluten-Konsolen, über den Risaliten später angebrachte Treppengiebel mit Okuli, Mansarddach (Pappe), Garage: zweigeschossiger gelber Klinkerbau, Erdgeschoss verändert, Steingussgewände mit Segmentüberfangbögen, Okulus im Treppengiebel, Ecklisene mit Putzelementen, am Giebel Sandsteinakroterien mit verwitterter Jahreszahl „19(?)“. | 09238580 |
| Direkt Bild zu diesem Denkmal hochladen | Wohnhaus | Markt 17 (Karte)                        | 18. Jahrhundert                                      | Mit Ladeneinbau, Obergeschoss Fachwerk verputzt, eines der wenigen älteren Gebäude der Ortsmitte, Wohnhaus des Heimatdichters und -sängers Alfred Schädlich (1883–1933), baugeschichtlich und ortshistorisch von Bedeutung. Zweigeschossiger Bau über gedrungen rechteckigem Grundriss mit steilem Satteldach und breitem, etwas außermittigem dreifenstrigem Dachhäuschen, das massive Erdgeschoss mit jüngeren Ladeneinbauten, die Tür wohl noch an der ursprünglichen Stelle, das Fachwerk-Obergeschoss mit wohl originalen Fensteröffnungsgrößen, einige als gekuppelte Fenster (wohl nachträglich), Erdgeschoss und Obergeschoss verputzt (Rau- bzw. Strukturputz), kräftig profiliertes Traufgesims, das Dach mit zwei einzeln stehenden Gaupen seitlich des Dachhäuschens schiefergedeckt und die Giebeldreiecke und der Giebel des Dachhäuschens asbestplattenverkleidet, rückseitig wohl schon ältere Anbauten (Hausverbreiterung und kleiner massiver scheunenartiger Bau), die Obergeschoss-Fenster wohl um 1920/1930, die Tür jünger. | 09238572 |
|                                         | Ehemaliges Wohnstallhaus mit Scheunenanbau | Marktgasse 10 (Karte)                   | bezeichnet 1829                                      | Obergeschoss Fachwerk verkleidet, klassizistischer Türstock, zeit- und landschaftstypischer Bau in prägnanter Lage im Ort, Teil der alten dörflichen Struktur, baugeschichtlich von Bedeutung. Stattliches, wohl ehem. Wohnstallhaus mit rückwärtigem kleinem Anbau und querhausartigem Scheunenanbau, beide mit Satteldach, das Erdgeschoss massiv und verputzt (DDR-Reibeputz), Fenstergewände wohl teils vorhanden, aber überputzt, Naturstein-Türgewände mit profilierter Verdachung mit Zahnschnitt, das Fachwerk-Obergeschoss vorkragend, Profil der Schwelle nicht sichtbar, da verputzt, Fachwerk verbrettert, Giebel verschiefert, Satteldach schiefergedeckt, zweiflügelige Haustür mit Oberlicht, Fenster teils wohl 1930er Jahre (Galgenfenster) und jünger (DDR-Zeit), Scheunenanbau mit massiv verputztem Erdgeschoss und sichtigem Fachwerk-Obergeschoss, zweiriegelig mit stockwerkshohen Streben, Giebeldreiecke asbestplattenverkleidet, Dachdeckung mit Preolitschindeln, alte Holztore. | 09238591 |
| Direkt Bild zu diesem Denkmal hochladen | Wohnhaus | Pestalozzistraße 5 (Karte)              | nachträglich bezeichnet 1748, im Kern (Wohnhaus)     | Obergeschoss Fachwerk verkleidet, klassizistischer Türstock, zeit- und landschaftstypischer Bau, Teil der historischen Bebauung des Ortes, baugeschichtlich von Bedeutung. Zweigeschossiger Bau über rechteckigem Grundriss (fünf mal drei Achsen) mit Krüppelwalmdach und zwei stehenden Gaupen, im massiven verputzten Erdgeschoss Tür- und Fenstergewände Werkstein, Tür mit sehr flacher Giebelverdachung, das Fachwerk-Obergeschoss mit originalen Fensteröffnungsgrößen, mit Asbestplatten verkleidet, im Giebel ein liegendes Fenster, Dachdeckung in Schiefer. Innen Bruchstein-Tonnengewölbe, nach Brand vor zirka 100 Jahren entstand neues Obergeschoss und Dach. | 09238603 |
| Direkt Bild zu diesem Denkmal hochladen | Sachgesamtheit Dorfkirche und Friedhof Lauter/Sa. (Gartendenkmal)                                                                                       | Pfarrstraße (Karte)                     | 1628 (Kirche)                                        | Sachgesamtheit, mit den Einzeldenkmalen: Kirche, Einfriedungsmauer mit Erbbegräbnissen und mehreren Grufthäusern auf dem Friedhof, Torpfeiler des Kirchhofs und Kriegerdenkmal für die Gefallenen des Ersten Weltkrieges (Glocken-Ehrenmal) – (siehe Einzeldenkmal 09238599), dazu die Sachgesamtheitsteil: Leichenhalle, sowie Kirchhof und der anschließende Friedhof mit altem Baumbestand Orts-, bau- und kunstgeschichtliche Bedeutung, mit dem Pfarrhaus und der alten Kirchschule ein reizvolles Ensemble in der Ortsmitte bildend. - Kirche: siehe Dehio II, S. 470 f. - Kriegerdenkmal/Glockenturm: Expressionistisch gestaltete Gruftanlage aus steinsichtigem Bruchsteinmauerwerk (Gneis) mit tonnengewölbter, grottenartiger Halle, dort Muschelkalkrelief mit lebensgroßen Figuren eines Soldaten und Mutter mit Kind, die Anlage im Aufbau getreppt und mit sehr steilem offenem Giebel (auf der westlichen Giebelseite ein Lanzettfenster), der den Blick auf die Holzkonstruktion und die Glocke freigibt, davor lebensgroße Holzschnitzerei des Gekreuzigten mit drei Soldaten zu Füßen, Dachraum mit Glocke, Bleiglasfenster im Erdgeschoss-Bereich (traufseitig). Erbbegräbnisse, Grabstein und Wandgrabmale: - Grabstein Schubert: Teil eines Wandgrabmals, Mitte 19. Jahrhundert. - Erbbegräbnis Freitag: Repräsentatives Grufthaus, dreijochige Halle in korinthischer Ordnung gegliedert und mit reichem Stuckdekor, mittig ein Dacherker mit Dreiecksgiebel, darin in Stuck ein Christuskopf mit Dornenkrone, auch an der Decke reiche Verzierungen in Stuck sowie gerahmte Deckenmalereien, bezeichnet „1885“ (Inschrifttafel innere Rückwand). - Erbbegräbnis Gnüchtel: Grabanlage über gekrümmtem Grundriss mit halbrunder Freitreppe, schmiedeeisernem Tor und zwei Torsäulen, die Rückwand in Sandstein-Quadermauerwerk dreifach gestuft mit Lisenengliederung und Gesims sowie zapfenartigen Aufsätzen, in der Mitte Ädikula mit Nische, um 1900. - Erbbegräbnis Hildebrand: Dreijochiges Grufthaus in gelbem Klinkermauerwerk mit Satteldach, Zwerchgiebel mit Volutenschmuck und Wappenrelief im Giebeldreieck, bezeichnet „1897“ (Inschrifttafel Giebel). - Erbbegräbnis Göthel: Von Sandsteinpfeilern eingefriedetes Areal und Rückwand aus Sandstein-Quadermauerwerk, mit Säulenfries, das mittlere Kompartiment etwas höher mit Relief in Pilasterrahmung, Architrav, Zierband und Gesims, das Relief antikisierend einen alten Mann und einen Engel darstellend, um 1920/1925. - Wandgrabmal Blechschmidt: Anfang 20. Jahrhundert. - Wandgrabmal Götz: Um 1930. | 09305706 |
| Weitere Bilder                          | Dorfkirche und Friedhof Lauter/Sa. | Pfarrstraße (Karte)                     | 1628 (Kirche)                                        | Einzeldenkmale der Sachgesamtheit: Kirche, Einfriedungsmauer mit Erbbegräbnissen und mehreren Grufthäusern auf dem Friedhof, Torpfeiler des Kirchhofs und Kriegerdenkmal für die Gefallenen des Ersten Weltkrieges (Glocken-Ehrenmal) – (siehe auch Sachgesamtheit 09305706) Orts-, bau- und kunstgeschichtliche Bedeutung, mit dem Pfarrhaus und der alten Kirchschule ein reizvolles Ensemble in der Ortsmitte bildend. Beschreibung siehe oben unter Sachgesamtheit. | 09238599 |
| Weitere Bilder                          | Pfarrhaus, mit Stützmauer des Vorgartens und Gartens | Pfarrstraße 2 (Karte)                   | bezeichnet 1738                                      | Obergeschoss Fachwerk verschiefert, barockes Korbbogenportal, authentisch erhaltener zeit- und landschaftstypischer Bau, reizvolles Ensemble mit Kirche und alter Kirchschule, von ortshistorischer und baugeschichtlicher Bedeutung. Stattlicher, in Hanglage sich befindender Bau mit regelmäßiger Fassadengliederung (sechs mal vier Achsen) und Satteldach mit zwei stehenden Gaupen, das massive verputzte Erdgeschoss aus Bruchsteinmauerwerk mit Naturstein-Fenstergewänden, die mittige Eingangstür segmentbogenförmig mit Scheitelstein und Ohrung bezeichnet „1738“ (Türsturz), das Fachwerk-Obergeschoss verschiefert, profilierter Traufbereich, Dach schiefergedeckt, zweiflügelige Tür mit gesprosstem Oberlicht Mitte 19. Jahrhundert, die Fenster neu als Kreuzstockfenster imitiert, im Erdgeschoss Kreuzgrat- und Tonnengewölbe. | 09238598 |
| Weitere Bilder                          | Ehemalige Schule und Kantorat, mit Stützmauer des Vorgartens                                                                                            | Pfarrstraße 3 (Karte)                   | bezeichnet 1829                                      | Obergeschoss Fachwerk verschiefert, klassizistischer Türstock, authentisch erhaltener zeit- und landschaftstypischer Bau, reizvolles Ensemble mit Kirche und Pfarrhaus, von ortsgeschichtlicher und baugeschichtlicher Bedeutung. Giebelständig zur Straße und in Hanglage sich befindender zweigeschossiger Bau (sieben mal vier Achsen) mit Krüppelwalmdach mit drei stehenden Gaupen, das massive Erdgeschoss aus verputztem Bruchsteinmauerwerk mit Naturstein-Fenstergewände, Türgewände mit gerader profilierter Verdachung und Zahnschnitt bezeichnet „1829“ (Türgewände, Sturz), das Fachwerk-Obergeschoss allseitig verschiefert, profilierter Traufbereich, Dach schiefergedeckt, die zweiflügelige Tür mit Oberlicht klassizistisch, die Fenster nach historischem Vorbild als Kreuzstockfenster imitiert (heute einflügelig). | 09238597 |
|                                         | Ehemalige Schule, heute Rathaus | Rathausstraße 11 (Karte)                | 1875, später überformt                               | Zeittypischer Putzbau, mit Turm, ortshistorisch relevantes Gebäude in authentischem Erhaltungszustand, Teil des Ortszentrums, auch baugeschichtlich von Bedeutung. Relativ stattlicher und hoher zweigeschossiger massiver Putzbau mit mäßig geneigtem Satteldach ohne Aufbauten und zur Hauptstraße vorgestelltem etwa quadratischem Treppenturm mit hohem achtseitigem Pyramidendach mit Wetterfahne, Sockel aus polygonalem Naturstein-Mauerwerk, am Turm der Haupteingang, diese Achse durch gekoppeltes Fenster im ersten Obergeschoss und Rundbogenfenster (mit darüber nachträglich angebrachtem Stadtwappen) im zweiten Obergeschoss betont, im Erdgeschoss segmentbogig, im Obergeschoss gerade abschließende Fenster in regelmäßiger Anordnung (je drei Achsen seitlich des Turmes und vier Achsen an den Giebelseiten), in den Giebeldreiecken dreifach gekoppelte Fenstergruppe und darüber kleines Rundfenster, die Ecken mit einfachen flachen Putzpilastern, der stark profilierte Traufbereich verkröpft, der Ortgang einfacher profiliert, alle Architekturglieder (Profile, Tür- und Fenstergewände) aus Werkstein (Sandstein), um die Obergeschoss-Fenster einfache Randprofile und kleine Konsolen, Tür und Fenster wohl Anfang 20. Jahrhundert erneuert, im Innern noch originale baufeste Ausstattung und Details (Gewände, Türen, Sinnspruch im Eingangsbereich). | 09238570 |
| Direkt Bild zu diesem Denkmal hochladen | Forsthaus mit Anbau und Nebengebäude im Hof | Rathausstraße 12 (Karte)                | 1. Hälfte 19. Jahrhundert                            | Bis 1945 Forstamt, später Gaststätte, zeit- und landschaftstypischer Putzbau in gutem Originalzustand, Teil des Ortszentrums, ortshistorische Bedeutung. Zweigeschossiger breitgelagerter massiver Putzbau mit sechs mal fünf Achsen und steil bis mäßig geneigtem Krüppelwalmdach, die Fassaden glatt verputzt, im Erdgeschoss und Obergeschoss einfache Werkstein-Fenstergewände und -Türgewände (Porphyrtuff) erhalten, das Türgewände mit flachgiebeliger Verdachung, Zahnschnittprofil an deren Unterseite und mit lanzettförmigen Blättern (Palmetten) reliefierten Kapitellen, kräftig profiliertes hölzernes Traufgesims, rechts der Tür ein Flurfenster und ein zwischen zwei Achsen angeordnetes Fenster (Laden oder Forstbüro), das Dach mit drei einzeln stehenden Gaupen mit Asbestplatten gedeckt, Tür- und Fensterbestand jünger (DDR-Zeit), der winkelförmige Anbau (wohl zeitgleich) etwas niedriger, mit verkleidetem Fachwerk-Obergeschoss und mit Krüppelwalm, im Erdgeschoss Stallteil, im Hof eingeschossiger Schuppen (wohl auch 19. Jahrhundert), zum Teil massives Bruchsteinmauerwerk, zum Teil Fachwerk verbrettert, Asbestplattendeckung. | 09238569 |
| Direkt Bild zu diesem Denkmal hochladen | Wohnhaus, mit Anbau | Röderstraße 1 (Karte)                   | um 1900                                              | Mit Laden, zeittypischer Klinkerbau, Zeugnis der gründerzeitlichen Überformung der alten Dorfmitte, baugeschichtlich und ortsentwicklungsgeschichtlich von Bedeutung. Zweigeschossiger Massivbau in rotem Klinkerverblendmauerwerk auf Polygonalmauerwerksockel in Granit, mit Mittelrisalit und Dacherker sowie Mansarddach mit stehenden Gaupen, zwei große Ladenschaufenster im Erdgeschoss, die Fenstergewände wohl Naturstein (überstrichen), reich profiliert und in unterschiedlicher Gestaltung, zum Beispiel mit segmentbogenförmiger oder gerader Verdachung, an den dreifach gekuppelten Obergeschoss-Fenstern mit Dreiecksgiebel-Verdachung, Gurtgesims, Traufgesims mit Zahnschnitt, zweifach gekuppelte Rundbogenfenster in den Dacherkern, originaler Fensterbestand verloren, Dachdeckung Preolitschindeln. | 09238610 |
| Direkt Bild zu diesem Denkmal hochladen | Villa mit Garten und Toranlage | Schwarzenberger Straße 12 (Karte)       | 1899–1900, bezeichnet 1899                           | Villa des Direktors Alexander Röhling (im Vorstand der „Sächsischen Emaillier- und Stanzwerke, vormals Gebr. Gnüchtel“), weitgehend authentisch erhaltener zeittypischer Klinkerbau, von ortshistorischer und baugeschichtlicher Relevanz. Zweigeschossiger klinkerverblendeter Bau (bezeichnet „1899“ am Eckquader am südlichen Risalit) über nahezu quadratischem Grundriss mit verschiedenen Anbauten und Risaliten, Satteldach mit Dachüberstand, das Sockelgeschoss durchfenstert, sehr hohe Rechteckfensteröffnungen mit Sandsteinstürzen, der Drempel in Zierfachwerk, an der Westseite halbrunder Wintergarten mit originalen Hebefenstern, Dachdeckung Preolitschindeln, Tür- und Fensterbestand original und aufgearbeitet oder nach historischer Vorlage gut nachgearbeitet, die Galgenfenster mit verzierten Pfosten. Torpfeiler in Klinker mit schmiedeeisernem Tor. | 09238593 |
| Direkt Bild zu diesem Denkmal hochladen | Wohnhaus mit Stützmauer, Einfriedung und Vorgarten | Schwarzenberger Straße 17 (Karte)       | 1903, laut Bauakte                                   | Zeittypischer historisierender Klinkerbau mit Fachwerkdrempel, Anklänge an den Schweizerstil, Zeugnis des Einflusses der zeitgleichen Villenarchitektur auf das örtliche Baugeschehen, baugeschichtlich von Bedeutung. - Eineinhalbgeschossiger klinkerverblendeter Massivbau über rechteckigem Grundriss mit Mittelrisalit, Dacherker und Krüppelwalmdach mit zwei stehenden Gaupen, auf flachem Sandsteinsockel, die Gewände der Rechteckfenster sowie das Sockelgesims in Kunststein-Teilen, im Risalit zweifach gekuppelte Fenster mit Reliefs in den Rundbogenfeldern, der Drempel in Zierfachwerk mit profilierten Balkenköpfen, dazwischen grünglasierte Ziegel, das Dach mit Überstand und profilierten Kanggen, originaler Fensterbestand verloren, bauzeitlich die zweiflüglige Eingangstür mit vergitterten Glasfeldern und Oberlicht, - Schmiedeeiserner Zaun auf Stützmauer. - Pavillon: Kleiner Holzpavillon auf quadratischem Grundriss mit Pyramidendach (heute wohl zu Haus Nummer 15 gehörig, Flstk. 363). | 09238592 |
| Direkt Bild zu diesem Denkmal hochladen | Häuslerhaus | Waldstraße 2 (Karte)                    | um 1800                                              | Obergeschoss Fachwerk verschiefert, zeit- und landschaftstypischer Bau, Teil der historischen Bebauung des Ortes, baugeschichtlich von Bedeutung. Zweigeschossiger Bau, das massive Erdgeschoss mit neuem Spritzputz (1990er Jahre), Naturstein-Fenstergewände teils segmentbogenförmig, das Fachwerk-Obergeschoss verschiefert, Wandöffnungen in originaler Größe, hölzernes Traufprofil, Satteldach mit Kunstschieferdeckung. | 09238605 |
| Direkt Bild zu diesem Denkmal hochladen | Wohnstallhaus eines Bauernhofes | Waldstraße 7 (Karte)                    | wohl 18. Jahrhundert                                 | Obergeschoss Fachwerk, zeit- und landschaftstypisches Wohngebäude, Teil der bäuerlichen Ortsstruktur, baugeschichtlich von Bedeutung. Erdgeschoss massiv, verputzt (um 1900 Hofseite), an der Nord- und Westseite massiv, teils Naturstein-Fenstergewände erhalten, kleiner hölzerner Eingangsvorbau, Granittürgewände, auch am Eingang auf der rückseitig auch Wasserhaus- und Backofenanbau, das Fachwerk-Obergeschoss zweiriegelig mit stockwerkshohen Streben, verputzt, Fachwerk durchscheinend, stellenweise wohl noch originaler Putz sichtbar, Giebeldreiecke auf der Süd- und Westseite verbrettert, Satteldach mit Schieferdeckung, Fenster und Türen weitgehend neu, im Erdgeschoss ein Fensterladen (einflügelig) erhalten. | 09238606 |

## Oberpfannenstiel
| Bild                                    | Bezeichnung                                                          | Lage                         | Datierung                                 | Beschreibung | ID       |
| --------------------------------------- | -------------------------------------------------------------------- | ---------------------------- | ----------------------------------------- | --- | -------- |
| Direkt Bild zu diesem Denkmal hochladen | Wohnhaus mit Anbau                                                   | Alte Straße 1 (Karte)        | um 1800                                   | Obergeschoss Fachwerk verschiefert, zeit- und landschaftstypischer Bau in ortsbildprägender zentraler Lage neben der Kirche, bauhistorisch und ortsentwicklungsgeschichtlich von Bedeutung. Schlichter zweigeschossiger und an einer Straßenecke errichteter Bau mit zwei mal vier Achsen und mäßig bis steil geneigtem Satteldach ohne Aufbauten, das massive verputzte Erdgeschoss in Ziegelmauerwerk mit Werkstein-Türgewände und Fensterbänken, das Fachwerk-Obergeschoss mit originalen Öffnungsgrößen, verschiefert und zum Teil mit Asbest verkleidet, das Dach schiefergedeckt, Dachstuhl zimmermannsmäßig- zum Beispiel Holznägel- und Windrispen im Sparrenbereich, die Eingangstür um 1920, die Erdgeschoss-Fenster Ende 19. Jahrhundert (Galgenfenster mit profiliertem Kämpfer und Kapitell am aufgehenden Pfosten), die Obergeschoss-Fenster Mitte 20. Jahrhundert, im Erdgeschoss straßenseitig Fensterläden (Ende 19. Jahrhundert), an der Rückseite ansprechend gestalteter Anbau (um 1920) mit Mansarddach (eineinhalbgeschossig), originalem Tür- und Fensterbestand, kleinem eingeschossigen polygonalen Standerker und zum Teil erhaltener originaler Schieferdeckung. | 09238561 |
| Direkt Bild zu diesem Denkmal hochladen | Wohnhaus                                                             | Alte Straße 3 (Karte)        | wohl 18. Jahrhundert                      | Obergeschoss Fachwerk verkleidet, zeit- und landschaftstypischer Bau, Teil der planmäßig bebauten Gasse, baugeschichtlich von Bedeutung. Kleiner zweigeschossiger und direkt an der Straße errichteter Bau mit vier mal zwei Achsen und ausgebautem steilem Satteldach ohne Aufbauten, das wohl nachträglich massiv unterfahrene Erdgeschossverputzt (DDR-Spritzputz), der Eingang an der Rückseite, die Fensteröffnungsgrößen dem Gebäude angepasst, soweit ersichtlich keine Werksteingewände, das Fachwerk-Obergeschoss, die Giebeldreiecke und das Dach asbestplattenverkleidet, profilierter hölzerner Traufbereich (barock), zwei liegende Dachfenster sowie der übrige Tür-(?) und Fensterbestand neu (DDR-Zeit), der Denkmalwert bezieht sich in der Hauptsache auf die städtebauliche Wirkung der Gebäudekubatur im Ensemble. | 09238566 |
| Direkt Bild zu diesem Denkmal hochladen | Wohnhaus ohne Anbau                                                  | Alte Straße 7 (Karte)        | nachträglich bezeichnet 1719              | Obergeschoss Fachwerk verkleidet, in weitgehend originalem Erscheinungsbild erhaltener zeit- und landschaftstypischer Bau, Teil der planmäßig bebauten Gasse, baugeschichtlich von Bedeutung. Kleiner zweigeschossiger und an der Straße errichteter Bau über gedrungen rechteckigem Grundriss mit steil bis mäßig geneigtem Satteldach ohne Aufbauten, das Erdgeschoss wohl nachträglich massiv unterfahren und verputzt, soweit ersichtlich keine Werkstein-Gewände, um die Tür hölzerne Bekleidung mit gerader profilierter Verdachung mit Zahnschnitt und einfachen Diamantierungen in den oberen Ecken (wohl Mitte 19. Jahrhundert), das Fachwerk-Obergeschoss mit wohl originalen Fensteröffnungen (nicht mit den Öffnungen des Erdgeschosses in Achsen angeordnet) verschiefert und zum Teil, inklusive der Giebeldreiecke und des Daches asbestplattenverkleidet, die Giebeldreiecke leicht vorkragend, hölzernes barockes Traufprofil, Tür- und Fensterbestand 20. Jahrhundert. | 09238565 |
| Direkt Bild zu diesem Denkmal hochladen | Wohnhaus und Heiste                                                  | Alte Straße 8 (Karte)        | Mitte 19. Jahrhundert, im Kern wohl älter | Obergeschoss Fachwerk verschiefert, relativ langgestreckter und weitgehend original erhaltener, zeit- und landschaftstypischer Bau in bildprägender herausragender Hanglage, Teil der planmäßig bebauten Gasse, baugeschichtlich von Bedeutung. Als Teil einer Häuslergasse an ansteigender Straße errichteter, relativ schmaler und langgestreckter zweigeschossiger Bau mit drei mal sieben Achsen, steilem Satteldach und historisch, eventuell zum Teil originalen rückwärtigen Anbauten, das Erdgeschoss soweit ersichtlich in Ziegelmauerwerk, verputzt, mit Werkstein-Türgewände und -Fenstergewänden in symmetrischer Anordnung, der Türsturz mit Verdachung und Zahnschnitt, das Fachwerk-Obergeschoss mit originalen Öffnungsgrößen und neuer allseitiger Verschieferung, die Anbauten zum Teil fachwerksichtig, das Dach mit drei einzeln stehenden Gaupen und die Giebeldreiecke schiefergedeckt oder -verkleidet, Tür und Fensterbestand unterschiedlich, jedoch alles 20. Jahrhundert (im ausgebauten Obergeschoss Plastikfenster), zur Straße schöne Heistenstützmauer aus Bruchstein, vor der Tür zwei granitene Werksteinstufen, die Zierbretter an den überstehenden Ortgängen wohl jünger (Mitte/Ende 19. Jahrhundert). | 09238563 |
| Direkt Bild zu diesem Denkmal hochladen | Ehemaliges Gasthaus und Seitengebäude                                | Auer Straße 55 (Karte)       | bezeichnet 1796, vielleicht älter         | Obergeschoss Fachwerk verkleidet, Korbbogenportal, Mansarddach, eines der stattlichsten Gebäude des Dorfes, mit einigen schönen Details im Innern, in bildprägender Lage, baugeschichtlich von Bedeutung, als ehemaliges Gasthaus an der alten schönbergisch-sächsischen Grenze regionalgeschichtlich von Bedeutung. Bezeichnet „1796“ (Schlussstein Tür), Teile des Erdgeschosses eventuell älter, stattlicher zweigeschossiger und direkt an der Straße errichteter Bau mit hohem Mansarddach mit Krüppelwalm, das massive Erdgeschoss (verputztes Bruchstein-Mauerwerk) zum Teil mit originalen Werksteingewänden um Tür und Fenster, die Tür und die beiden rechts davon befindlichen straßenseitigen Fenster mit flachen Korbbogenstürzen, über der Tür mit Schlussstein (Bezeichnung: „F H 1796 No 41“) und stilisierter Waage oder Anker? als Hauszeichen, das Fachwerk-Obergeschoss mit originalen Öffnungsgrößen, zum Teil verschiefert, zum Teil mit Asbestplatten verkleidet, die Traufbereiche mit barocken hölzernen Profilen, das Dach straßenseitig mit drei einzeln stehenden Gaupen und schiefergedeckt, in zwei der Gaupen wohl noch originale Fenster (zweiflügelig, zwei mal vier Scheiben, feststehender Mittelpfosten), die Eingangstür (wohl um 1900) zweiflügelig mit originalem Oberlicht mit schönem barocken Ziergitter, der aufgehende Mittelpfosten mit ornamentiertem Kämpfer eventuell noch original, im Inneren der Flur und der rechts anschließende Raum mit gebusten Kreuzgratgewölben und korbbogigen Tür- und Fensterlaibungen sowie schmiedeeiserner Tür dazwischen (mit altem Schnappschloss), eventuell älterer Bereich?, das parallel zum Hauptbau hinter diesem errichtete Stallgebäude ein eingeschossiger Bruchsteinbau mit jüngerer Erweiterung. | 09238556 |
| Direkt Bild zu diesem Denkmal hochladen | Wohnhaus                                                             | Auer Straße 57 (Karte)       | wohl 18. Jahrhundert                      | Mit Ladeneinbau, Obergeschoss Fachwerk verschiefert, stattlicher und in weitgehend originalem Erscheinungsbild erhaltener Bau, Teil der alten Ortsstruktur, baugeschichtlich von Bedeutung. Relativ stattlicher zweigeschossiger und direkt an der Straße errichteter Bau mit steilem Satteldach, das Erdgeschoss massiv (wohl zum Teil nachträglich unterfahren), über der ehemaligen Eingangstür (jetzt Fenster) klassizistischer Werksteinsturz mit Verdachung und Bezeichnung „A.Vetter1867“ zwischen zwei kleinen Rosetten, das Fachwerk-Obergeschoss rundum verschiefert, die Fensteröffnungsgrößen wohl original, zum Teil zugesetzt, barockes hölzernes Traufprofil, das inklusive Giebeldreiecke verschieferte Dach mit drei einzeln stehenden Gaupen an den Giebelseiten etwas vorstehend. | 09238557 |
| Direkt Bild zu diesem Denkmal hochladen | Wohnhaus                                                             | Auer Straße 71 (Karte)       | 18. Jahrhundert                           | Obergeschoss Fachwerk verschiefert, weitgehend original erhaltener zeit- und landschaftstypischer Bau, Teil der alten Dorfstruktur, baugeschichtlich von Bedeutung. Zweigeschossiger, an der Straße errichteter Bau mit steilem Satteldach, das massive Erdgeschoss in Bruchstein-Mauerwerk, verputzt und soweit ersichtlich Werksteingewände, originale Öffnungsgrößen, das Fachwerk-Obergeschoss mit originalen, relativ kleinen Öffnungen inklusive der Giebeldreiecke verschiefert (talseitig Zierverschieferung), das Dach mit zwei einzeln stehenden Gaupen auf der Straßenseite asbestplattengedeckt, Tür- und Fensterbestand unter anderem erste Hälfte 20. Jahrhundert, im Giebel zwei ältere Fenster (wohl Ende 19. Jahrhundert) und in der Stube jüngere (DDR-Zeit), die Öffnungen des Erdgeschosses und des Obergeschosses nicht in Achsen angeordnet (Erdgeschoss wohl nachträglich massiv unterfahren?). | 09238560 |
| Weitere Bilder                          | Pfarrhaus                                                            | Auer Straße 77 (Karte)       | Anfang 19. Jahrhundert                    | Obergeschoss verschiefert, in weitgehend originalem Erscheinungsbild erhaltener, stattlicher Bau in bildprägender Kurvenlage in Ortsmitte, bauhistorisch und ortsgeschichtlich von Bedeutung. Wohl etwa zeitgleich mit der Kirche errichteter, stattlicher zweigeschossiger Bau mit sechs mal vier Fensterachsen und hohem Walmdach, das massive Erdgeschoss mit neuem Putz (wohl am Original orientierter Graupelputz mit glatten Tür- und Fensterfaschen), das Obergeschoss wohl Fachwerk, verschiefert (und wahrscheinlich jüngst gedämmt), profiliertes hölzernes Traufgesims, das Dach mit drei einzeln stehenden Gaupen und neuer altdeutscher Schieferdeckung, die zweiflügelige Eingangstür mit Oberlicht, wohl erste Hälfte 19. Jahrhundert, die Holzfenster neu mit Sechserteilung, Gebäude saniert. | 09238555 |
| Direkt Bild zu diesem Denkmal hochladen | Kriegerdenkmal für die Gefallenen des Ersten Weltkrieges             | Auer Straße 79 (bei) (Karte) | Nach 1918                                 | Ortsgeschichtlich von Bedeutung. Auf zwei Stufen stehender, etwa 2,5 Meter hoher Granitquader über einer Grundfläche von zirka 40 mal 50 Zentimeter, der obere Abschluss zweifach getreppt mit darauf liegendem, ebenfalls aus Granit geformtem, von Lorbeer umranktem Helm, an den Seitenflächen des Quaders die Namen der Gefallenen und Widmung. | 09307436 |
| Weitere Bilder                          | Martin-Luther-Kirche mit Ausstattung und Gedenkbaum neben der Kirche | Auer Straße 81 (Karte)       | 1818–1819                                 | Der weitgehend original erhaltene Kirchenbau als frühester neugotischer Sakralbau im heutigen Sachsen von architekturhistorischer und regionalgeschichtlicher Bedeutung. - Kirche: siehe Dehio - Eiche: Zwischen Kirche und Kriegerdenkmal gepflanzt, wohl 100 bis 200 Jahre alte Eiche | 09238554 |
| Direkt Bild zu diesem Denkmal hochladen | Mühlenwohnhaus und Hofbaum                                           | Mühlweg 2 (Karte)            | wohl 18. Jahrhundert                      | Obergeschoss Fachwerk verschiefert, klassizistischer Türstock, eines der stattlichsten und wohl ältesten Gebäude des Dorfes, bauhistorisch und ortsgeschichtlich von Bedeutung. Stattlicher und breitgelagerter Bau mit steilem Satteldach, das massive verputzte Erdgeschoss mit ablesbarer Aufteilung im Wohn- und Wirtschaftsteil (Stall oder Mühlenstube?) und werksteinernem Türgewände mit profilierter Verdachung (Mitte 19. Jahrhundert), das Fachwerk-Obergeschoss verschiefert und zum Teil asbestplattenverkleidet (inklusive die Giebeldreiecke) mit relativ großen, wohl aber originalen Fensteröffnungsgrößen, das Dach mit altdeutscher Schieferdeckung, eine Ladeluke in der Giebelspitze und eine dacherkerartig ausgebaute über dem Wirtschaftsteil, Tür- und Fensterbestand Ende 19. und Anfang 20. Jahrhundert, am Stubenbereich Fensterläden (um 1900) und anschließend eingeschossiger Schuppen- und Garagenanbau (kein Denkmal), dem Haus zugeordnet großer Hofbaum (Buche). | 09238559 |
| Direkt Bild zu diesem Denkmal hochladen | Häuslerhaus                                                          | Waldweg 16 (Karte)           | um 1800                                   | Obergeschoss Fachwerk verschiefert, weitgehend original erhaltener zeit- und landschaftstypischer Bau, Teil der alten Dorfstruktur, baugeschichtlich von Bedeutung. Schlichter zweigeschossiger und wohl nur zweizoniger Bau mit zwei mal vier Achsen und steil bis mäßig geneigtem Satteldach ohne Aufbauten, das massive Erdgeschoss in Bruchsteinmauerwerk, verputzt, mit Werkstein-Türgewände, um die Fenster keine Werkstein-Gewände ersichtlich, an einer Giebelseite Nebeneingangstür (eventuell winkelförmiger Flur?), das Fachwerk-Obergeschoss mit originalen Öffnungsgrößen sowie die Giebeldreiecke und das Dach vollständig verschiefert (straßenseitig mit einfachen waagerechten Bändern), die Eingangstür mit Oberlicht und die Fenster um 1920, Erdgeschoss-Fensterläden von um 1900, an der Rückseite Gelände an Obergeschoss stoßend (Ausgang vom Obergeschoss?). | 09238562 |